# 國立東華大學

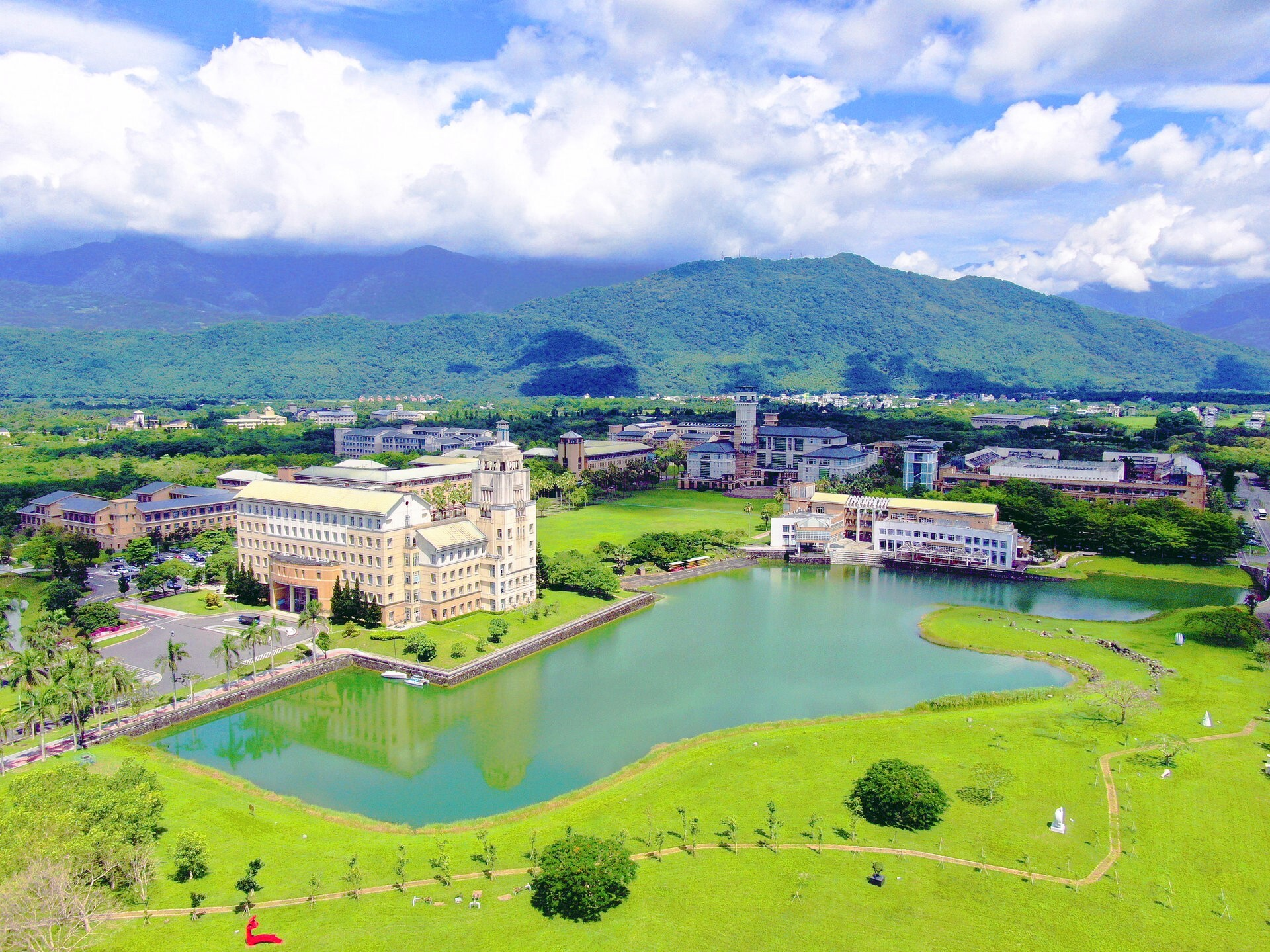
位於花東縱谷的國立東華大學，後方為中央山脈

國立東華大學（簡稱東華、NDHU），為一所坐落於臺灣花東縱谷的公立研究型大學，由美國加州州立大學洛杉磯分校副校長牟宗燦返國創辦，以美式校園與自由主義學風著稱。
東華是臺灣解嚴與動員戡亂終止後，第一座民主時代的國立大學，也是東臺灣第一座研究型大學與綜合型大學，其學術領域規模為國立大學第六大，校內有超過1,000名國際生，其國際生佔比為全臺灣大學第六高。
東華主校區位於花東縱谷北端的花蓮壽豐，校地為臺灣高等學府中第二大，旗下有理工學院、管理學院、人文社會科學學院、藝術學院、教育學院、原住民民族學院、環境暨海洋學院、洄瀾學院；其海洋生物研究所坐落於墾丁國家公園，與國立海洋生物博物館合作成立。另外創新研究園區位於花蓮縣花蓮市，為原國立花蓮教育大學校址。

## 大學象徵

### 校名
國立東華大學為東臺灣第一座「大學」，在籌備期有國立花東大學、國立太平洋大學、國立經國大學、國立遠東大學，以及國立復旦大學等名稱被提出，意在傳遞臺灣東方第一座大學之歷史地位，初期以「國立華東大學」向教育部提出建校計畫書，兼具國立花東大學之意涵。
之後，由於「華東」泛指中國東方，加上中國大陸早有多所冠名華東之學府，如華東師範大學、華東理工大學等，最終定名為「國立東華大學」，以「東」傳遞其臺灣東方首座大學之定位，以「華」象徵花朵盛放之意象，東華人社院創院院長楊牧後拈出詩句「東之皇華」，成為其官方宣傳標語。 由於其位置坐落花東縱谷為地震熱區，時而震央位於主校區內，因此常被其學生戲稱為「國立震央大學」（震大）。

### 校徽
東華創校校徽採用圓形環繞設計，象徵其全校團結一致，中心以書本與四葉片，象徵鵬鳥展翅與四大創校精神。與花教大合併後，在原本的書本及圓形環繞設計中，加入花教大舊有校徽圖樣，成為其現今校徽設計。

### 精神
|                                  | 學術自由是學術界公認的最高標竿，民主是維護學術自由的重要基石。 |
| ——牟宗燦（國立東華大學創校校長） |                                                                |

創校之初，東華以「自由、民主、制度、卓越」為立校精神，不設立校訓。1999年，隨著其制度逐步建立後，以「創造」取代「制度」，確立其「自由、民主、創造、卓越」為立校精神，同時是最高辦學精神。

### 校歌

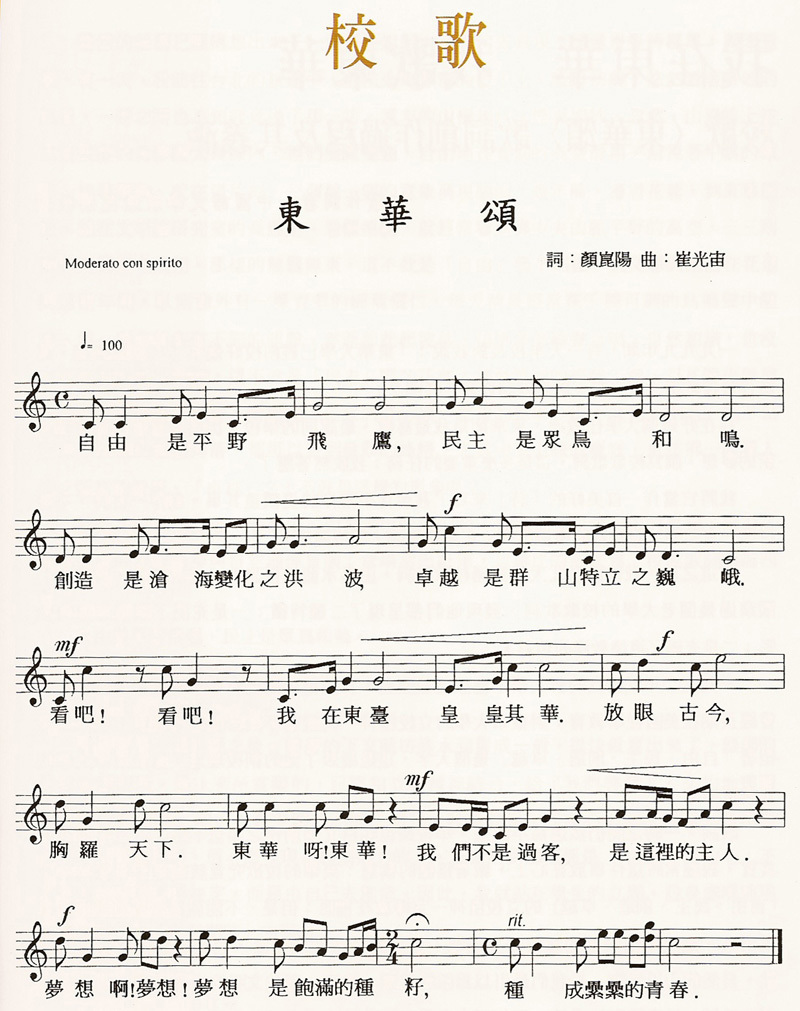
《東華頌》，為東華校歌，由東華散文家顏崑陽作詞、崔光宙譜曲

東華校歌為《東華頌》，由其教授顏崑陽作詞、崔光宙作曲，其歌詞上文以立校精神「自由、民主、創造、卓越」為校歌主軸，融入中央山脈與太平洋之意象，象徵其位於臺灣高山大海之間的地理位置，下文以「懷抱理想、信心，發揮青春的生命力，播植夢想的種籽」為主軸，並融入「只要能認同這個學校，就是這個學校的主人」之概念。

### 吉祥物

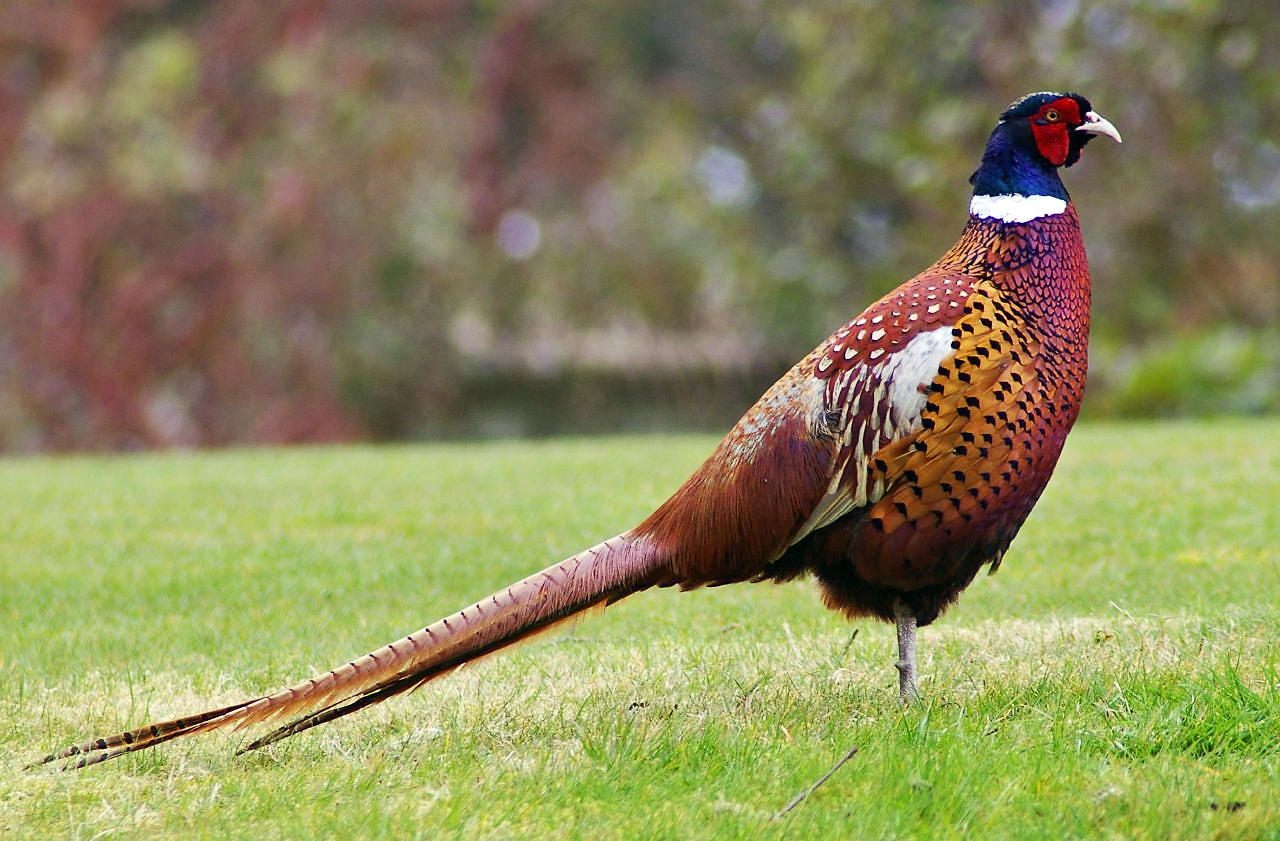
臺灣環頸雉，為東華吉祥物，常於清晨出沒於美麗的東華校園

東華吉祥物為臺灣環頸雉，是台灣特有亞種之保育類動物，於清晨時分常見環頸雉出沒於其校內，該校學生遂將之視為吉祥物。在校方販賣的紀念品中時常有環頸雉的照片，畢業典禮等活動有扮成環頸雉模樣之玩偶。

## 校史

### 國立東華大學

#### 籌備
1980年間，東臺灣長期面對高等教育與科學人文發展較落後，境內僅有花蓮師範學院、 臺東師範學院、宜蘭技術學院、慈濟醫學院等專業學院。因此民眾與民代開始掀起為東臺灣建立一座「大學級」學府之聲浪。1989年，隨著東臺灣基礎建設日益成熟，在國立中正大學成立後，中華民國行政院長李煥宣布將在東臺灣成立第一座綜合型國立大學，以提升東臺灣科學與人文發展、建立指標性科研中心，並授權時任教育部長毛高文負責此設校案。
鑒於東臺灣地理位置不便，毛高文認為此校長須具國際視野，以利對外發展、建立獨特定位，因此極力延攬時任美國加利福尼亞州立大學洛杉磯分校副校長、首屆僑民立法委員牟宗燦擔任創校校長，並將其定位為研究型大學，規劃先成立研究所，再設立學系，同時計畫成立臺東分校。
|                      | 東部向來是比較落後、偏遠的地區，若未來的校長沒有宏觀的國際視野，因為地點的不利因素，學校會侷限於一隅，慢慢被鎖定在這個地方，不再有發展。擔任這所大學的校長必須是一個對國外高等學府運作、對國際學術交流較為熟悉的學者。 |
| ——毛高文部長訪視致詞 | |

 接下籌備處主任一職後，牟宗燦隨即辭去加州州立大學洛杉磯分校的終身教職並放棄美國綠卡，開始籌備東華大學之創辦。 首先在臺北世貿大樓成立國立華東大學籌備處，隔年1月於花蓮市成立籌備處辦公室。
籌劃期間，其赴美國各地高等學府取經與求才，實地考察哈佛大學、加州大學柏克萊分校、普林斯頓大學、麻省理工學院、史丹佛大學等學府，多位美國大學行政主管參與東華規劃，包括美國南加州大學副校長艾倫倫德（Alan Kreditor）等。其沿途於美國大城市，舉辦校園規劃暨求才座談會，在新聞媒體報導下，吸引大批華裔學者參與。

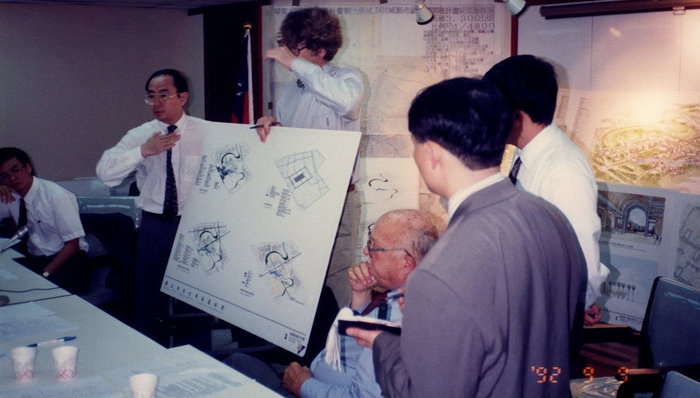
東華大學校區國際競圖決選，設計者查理斯·摩爾坐於其中

1992年，牟宗燦發起東華主校區國際設計競圖，數家國際大型建築事務所參與其中，最終以美國耶魯大學建築學院院長查理斯·摩爾設計藍圖入選，以中央軸線呈現對稱性，校園中央為學術研究區，宿舍區置於東南方與西北方，並規劃體育園區、藝文園區，以及類似加州大學柏克萊分校之環校小河流。 籌畫期間，規劃成立文、理、工、管理、社會科學、海洋與地球科學、藝術、綜合研究等八學院，其中綜合研究學院為其跨領域整合研究中心。

#### 創校
1994年7月，國立東華大學正式建校於花蓮壽豐，為臺灣解嚴、動員戡亂終止後首座國立大學，以「民主、自由、創造、卓越」為創校精神。國立東華大學成立過程有許多北美華裔教授參與，包含美國加州州立大學洛杉磯分校副校長牟宗燦、華盛頓大學比較文學特聘教授楊牧、加州大學柏克萊分校東亞研究教授鄭清茂、印第安納大學布魯明頓分校人類學教授喬健、亞利桑那大學電機與計算機工程教授郭斯彥、俄亥俄州立大學電算資訊教授黃秋煌、耶魯大學化學講座教授夏友平、加州州立大學北嶺分校管理科學主任李少如、肯特州立大學休閒觀光管理教授王傳明、摩根州立大學財務金融與會計學教授洪坤、喬治亞理工學院經濟學教授鄭治明、休士頓大學數學系教授吳鐵肩、加拿大曼尼托巴大學統計學教授傅權、澳洲新南威爾斯大學經濟學教授柳復起等華裔學者參與創辦。
創校首年設有大陸研究所、國際經濟研究所、企業管理研究所、自然資源管理研究所、應用數學研究所，首屆共錄取75名研究生，其中以自然資源管理研究所為全國首見。1995年，人文社會科學學院、管理學院、理工學院成立，分別由時任香港科技大學人文社會科學院院長楊牧、加州州立大學北嶺分校所長李少如、耶魯大學化學講座教授夏友平擔任創院院長，陸續成立全國首座的創作與英國文學研究所、族群關係與文化研究所、環境政策研究所、觀光遊憩管理研究所、運動與休閒學系，其中創作與英國文學研究所頒授華人世界第一個文學創作藝術碩士（MFA）。
2001年，在行政院原住民族委員會資助下，其成立全臺灣第一座原住民民族學院，旗下族群關係與文化、民族發展、民族藝術、民族語言傳播、民族社會工作領域為臺灣首見，國家講座教授喬健為族群關係與文化研究所創所所長。2005年，國立東華大學第二任校長黃文樞、國立海洋生物博物館首任館長方力行雙邊簽約，共同創立海洋科學學院，旗下開辦海洋生物研究所，其為全臺灣第一個高等學府與博物館辦學模式，以「建制獨立、學制合作」整合雙邊學術科研與教學資源。2007年，引入歐美大學「學程課程制度」，將四年的學分劃為院基礎學程、系核心學程、專業選修學程與通識課程，為臺灣首見。

### 國立花蓮教育大學
國立花蓮教育大學（俗稱花師、花蓮師專、花蓮師院）前身為臺灣省立花蓮師範學校，為臺灣戰後第一座師範學校，也是臺灣最早九所初等教育師範學校之一，於1947年在花蓮市花崗山成立，後遷校至七星潭風景區旁的美崙地區現址。1949年，其成立臺灣省立花蓮師範學校附屬小學（花師附小），作為師範學生訓練與實踐場域。隨著國民義務教育快速發展，於1964年升格為臺灣省立花蓮師範專科學校（花蓮師專），1987年升格臺灣省立花蓮師範學院（花蓮師院），並於2005年升格為大學。在合校前，旗下學位課程涵蓋初等教育、幼兒教育、特殊教育、多元文化教育、運動教育、音樂教育、美術教育、社會科教育、科學教育、環境教育、心理輔導，其中民間文學研究所、多元文化教育研究所皆為臺灣首見。

### 兩校合校
2008年在中華民國教育部25億注資支持下，國立東華大學與國立花蓮教育大學正式合校，其為全臺灣學門規模第六大國立大學，也是全臺灣第二座提供高等教育、中等教育、小學教育、幼兒教育、特殊教育全學制師培機構。合校後，其陸續成立藝術學院、環境學院，原花教大教育學院更名為花師教育學院，紀念其六十年對臺灣師資人才之貢獻。
2014年，太陽花學運爆發，大批東華學生集結北上，校長吳茂昆發布公開信力挺學生參與學運，為全臺灣大學校長之先例。
|                              | 身為東華大學校長，我非常佩服同學們能在求學之外，關切時事發展，勇於表達自己的立場，這是民主自由教育的具體落實，也是推動國家前進的積極力量，因此，我極為尊重學生的抗議行動，但也希望同學能保持理性溝通的態度，以及注意自身的安全。 |
| ——國立東華大學校長吳茂昆院士 | |

2020年，簽屬「聯合國永續發展目標宣言」，為臺灣首見，並發佈英國標準協會之永續報告書。2022年，其環境學院、海洋科學學院整合為環境暨海洋學院，同時成立洄瀾學院，是其唯一本科學院，旗下有縱谷跨域書院學士學位學程，為四年不分系學士班，首屆錄取率為7%。

### 2024年花蓮大地震

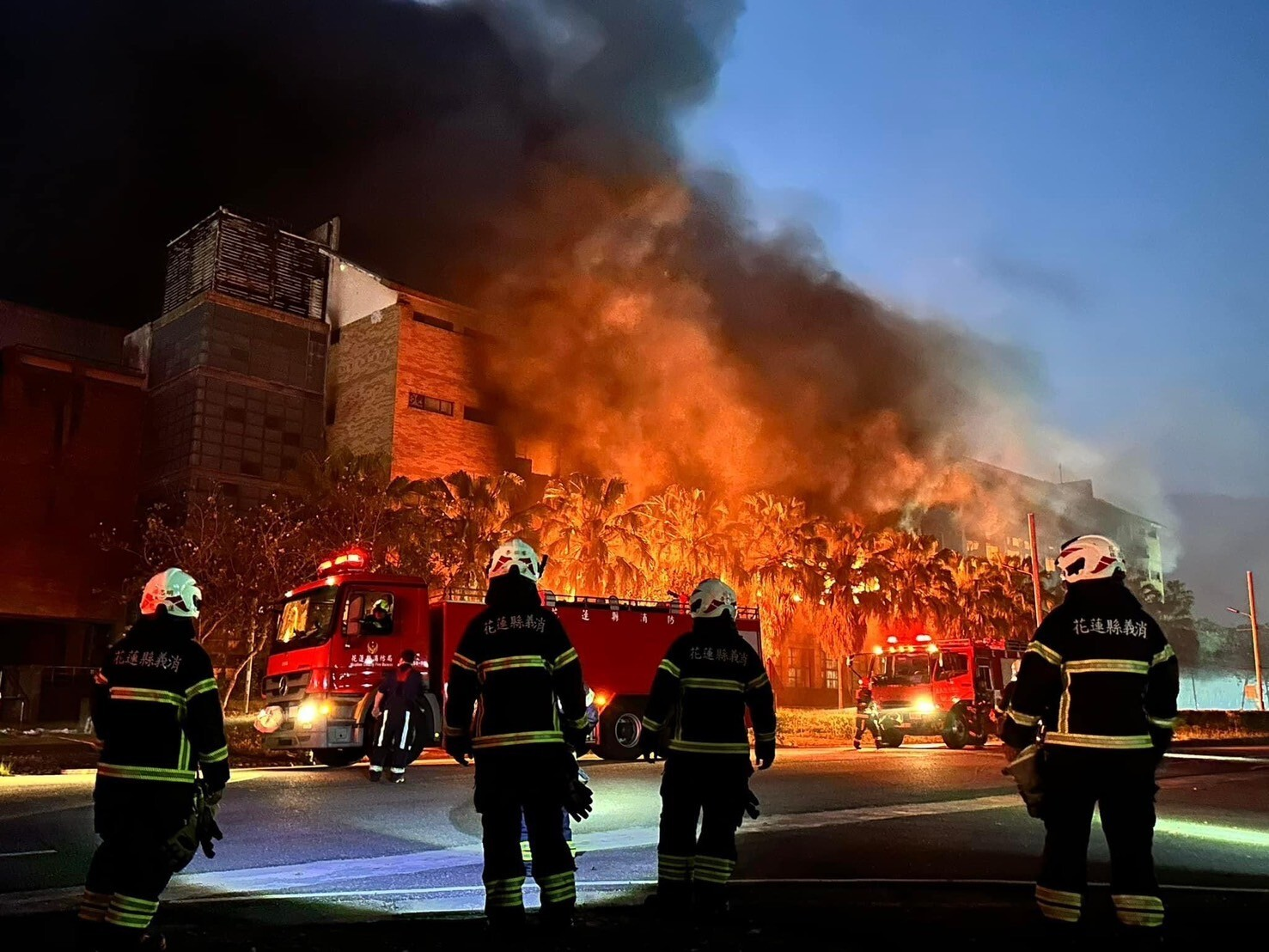
被燒毀的理工學院一館

在2024年4月花蓮地震後不久，國立東華大學理工學院一館D側發生火警，因館內存有禁水性物質，搶救困難，大火燒近10小時才熄滅。此外，東華圖書館所有書架與書籍倒塌、宿舍與學院管線爆裂造成淹水等。 4月10日，教育部公佈2024年4月花蓮地震全臺灣教育財損資料，東華大學財損近20億元，占全國學校總損失達9成，更全面取消當年度大學學科能力測驗二階面試，對此東華校友陳培瑜立委，表示：
|  | 作為東華大學畢業校友，非常關心母校的狀況，並深刻瞭解到，留在家鄉讀書是很多花蓮孩子的想望，希望教育部全力支持重建經費。 |

災後，其畢業校友與在校生在大甲媽祖徒步進香中，印出學校捐款專戶的QRCODE，希望幫忙學校募款，幫助災後重建。 漫畫家敖幼祥也義賣19幅藝術作品，全數捐贈於東華大學重建。 臺中市長盧秀燕捐出半個月薪、周杰倫與昆凌捐出百萬，世界台灣商會聯合總會捐款1千萬助其重建。 地震後一個月，東華大學募到近兩億元。

### 歷任校長
- 第一任校長：牟宗燦，留美經濟學家，美國加州大學戴維斯分校經濟學博士。
- 第二任校長：黃文樞，留美化學家，美國奧勒岡州立大學化學博士。
- 第三任校長：吳茂昆，留美超導物理學家，美國休士頓大學物理系博士。
- 第四任校長：趙涵捷，留美電機學家，美國普渡大學電機工程博士。
- 第五任校長：徐輝明，留美工程學家，美國孟菲斯大學土木工程博士

## 國際聲譽及學術成就

### 學術科研
東華大學是東臺灣科研中心，為臺灣四大國家級AI研究中心成員之一，為人工智慧普適研究中心、人工智慧製造系統研究中心成員校之一，歷任教授群有美國國家科學院外籍院士1位、中央研究院院士1位、國家講座教授1位、電機電子工程師學會（IEEE）院士2位、國際工程技術學會（IET）院士5位、英國電腦學會（BCS）院士1位、美國光學學會院士1位、美國運動醫學會（ACSM）院士1位。
東華與中央研究院在民族學、臺灣史、物理學、基因體研究、應用科學等領域也有長年合作關係，有多位諾貝爾獎得主曾在東華參與講座，包含諾貝爾文學獎得主德里克·沃爾科特、諾貝爾經濟學獎得主奥利弗·威廉姆森、諾貝爾物理獎得主傑拉德·特·胡夫特、諾貝爾物理獎得主楊振寧、諾貝爾化學獎得主羅伯特·格拉布。

#### 政治經濟
東華為臺灣重要政策智庫之一，是歐盟資助臺灣歐洲聯盟研究中心七校成員之一，中華民國中央銀行理事溫英幹、中華民國中央銀行理事林金龍、行政院國家通訊傳播委員會主委石世豪、促進轉型正義委員會主委楊翠、行政院原住民族委員會主委孫大川、中華民國科技部司長褚志鵬、中華經濟研究院院長吳中書、花蓮縣政府副縣長朱景鵬、臺東縣政府副縣長張志明等任教於此。

#### 原住民族事務與政策

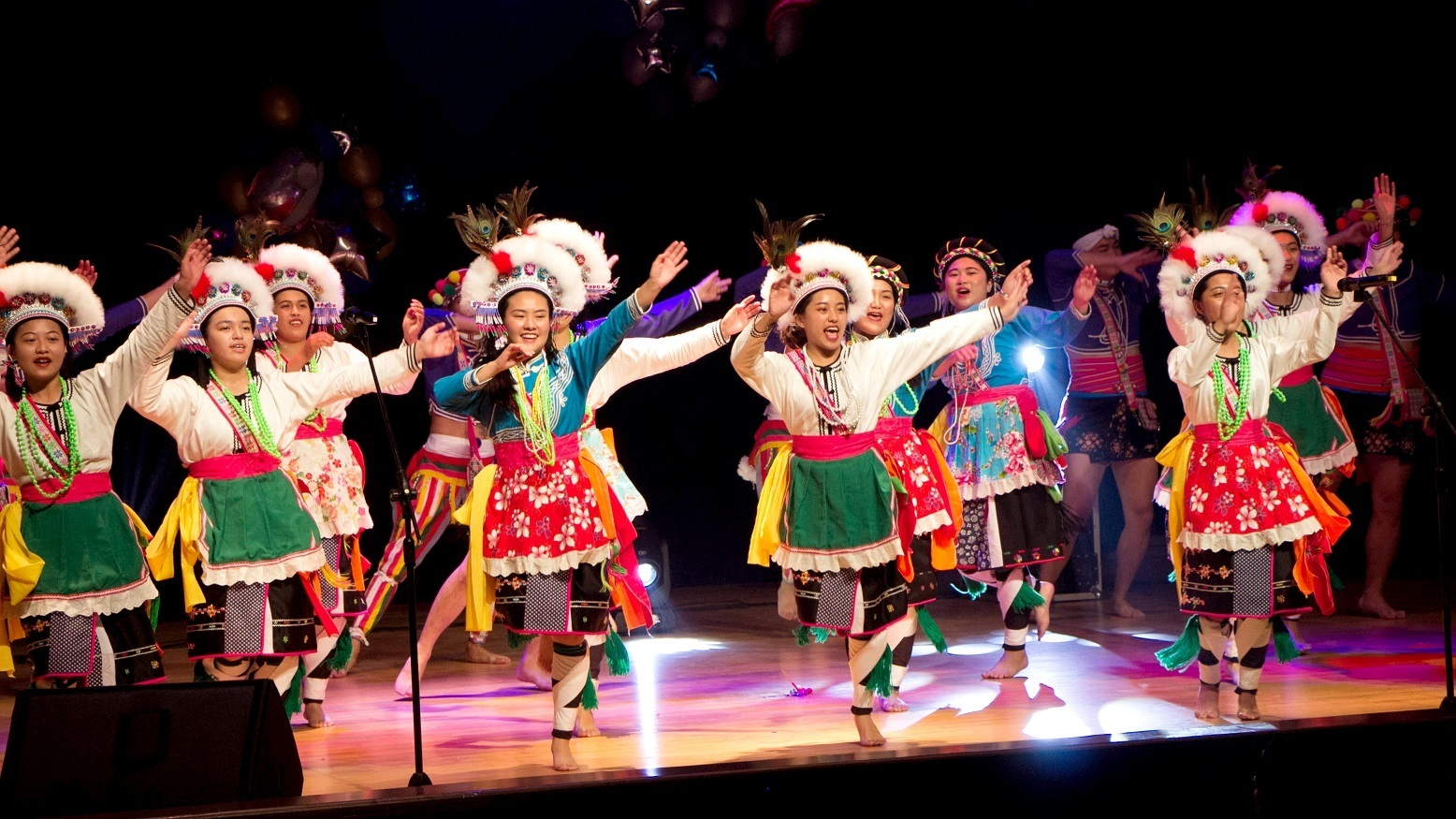
原住民民族學院舞團

東華在原住民族事務與政策具重要地位，行政院原住民族委員會主委孫大川、原住民族委員會副主委浦忠成（Pasuya Poiconx）、原住民族委員會副主委陳張培倫（Tunkan Tansikian）皆曾任教或現任教於此。
2016年，原住民族歷史正義與轉型正義委員會成立，東華教授群擔任多項召集人，包括文化小組：林素珍、語言小組：童春發、土地小組：蔡志偉、和解小組：謝若蘭。東華也是原住民族教育中心，負責臺灣民族語言師資培訓、原住民族知識體系建構，原住民族委員會原住民教育文化知識體系中心設置於此。

#### 華語文教育
東華為臺灣華語文教育重要機構之一，負責推動美國、歐洲、印度等全球華語文教育，是中華民國教育部臺灣優華語計畫首輪十校之一、中華民國外交部臺歐連結獎學金計畫九校之一、美國傅爾布萊特計畫八大合作學府之一、臺印高教暨華語國際合作計畫臺灣唯一代表校，也擁有華語文教學與書法國際碩士班、華語文教學國際博士班，負責全球華語文教育人才之培育。

## 校園環境

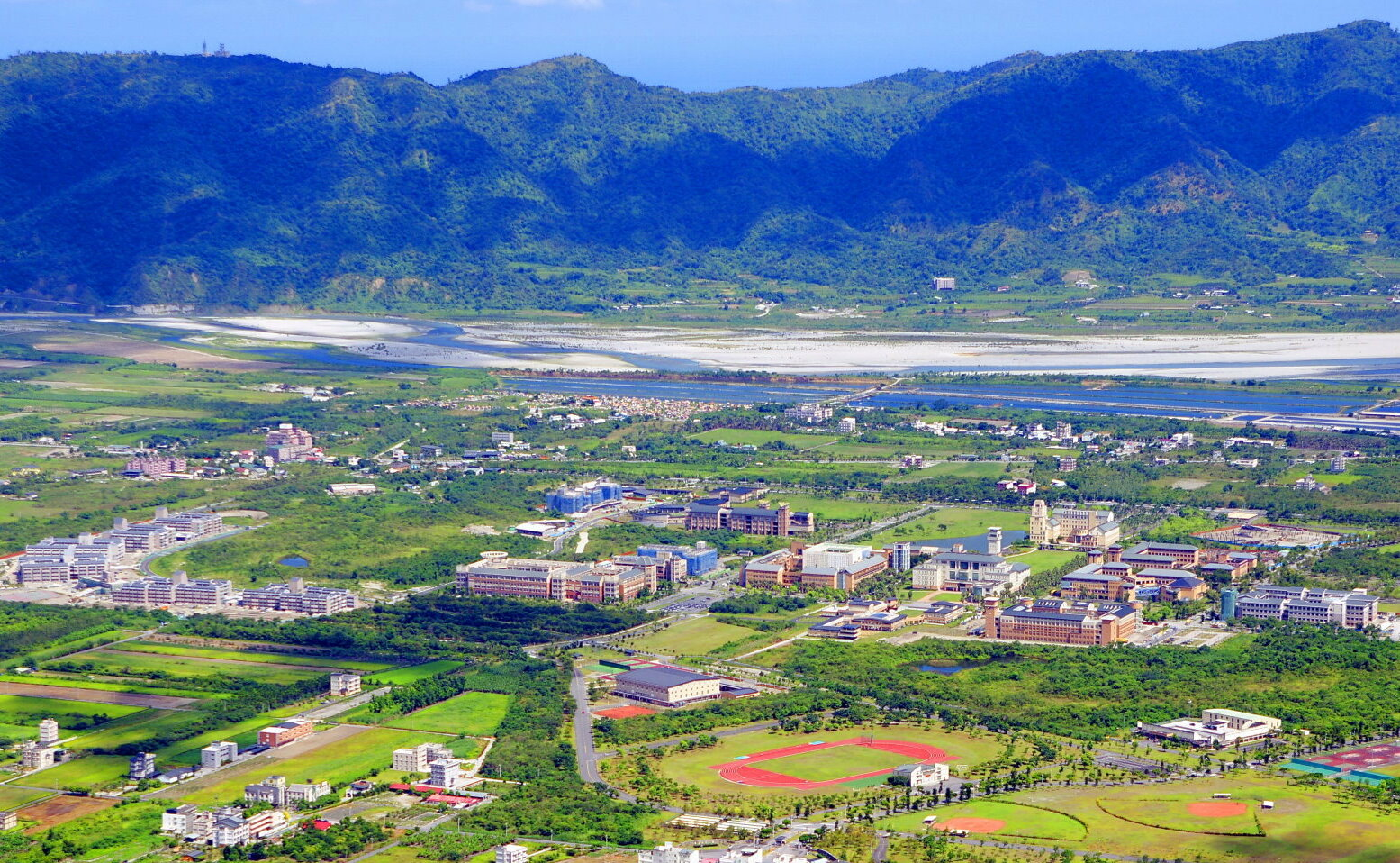
國立東華大學主校區（壽豐校區），後方為花蓮溪與海岸山脈

國立東華大學為東臺灣第一座綜合型大學，主校區為壽豐校區，座落於花東縱谷北側，為東臺灣規模最大的大學城。屏東校區成立於2004年，為東華首開與博物館合作辦學之先河，與海生館合作成立海洋科學學院。美崙校區成立於2008年，為原花教大主校區併入後更名，現為國立東華大學創新研究園區。東華至今擁有三個校區，總面積高達264公頃（不含屏東校區），除了海洋生物研究所，全校學術與行政皆整合於壽豐校區。

### 壽豐校區

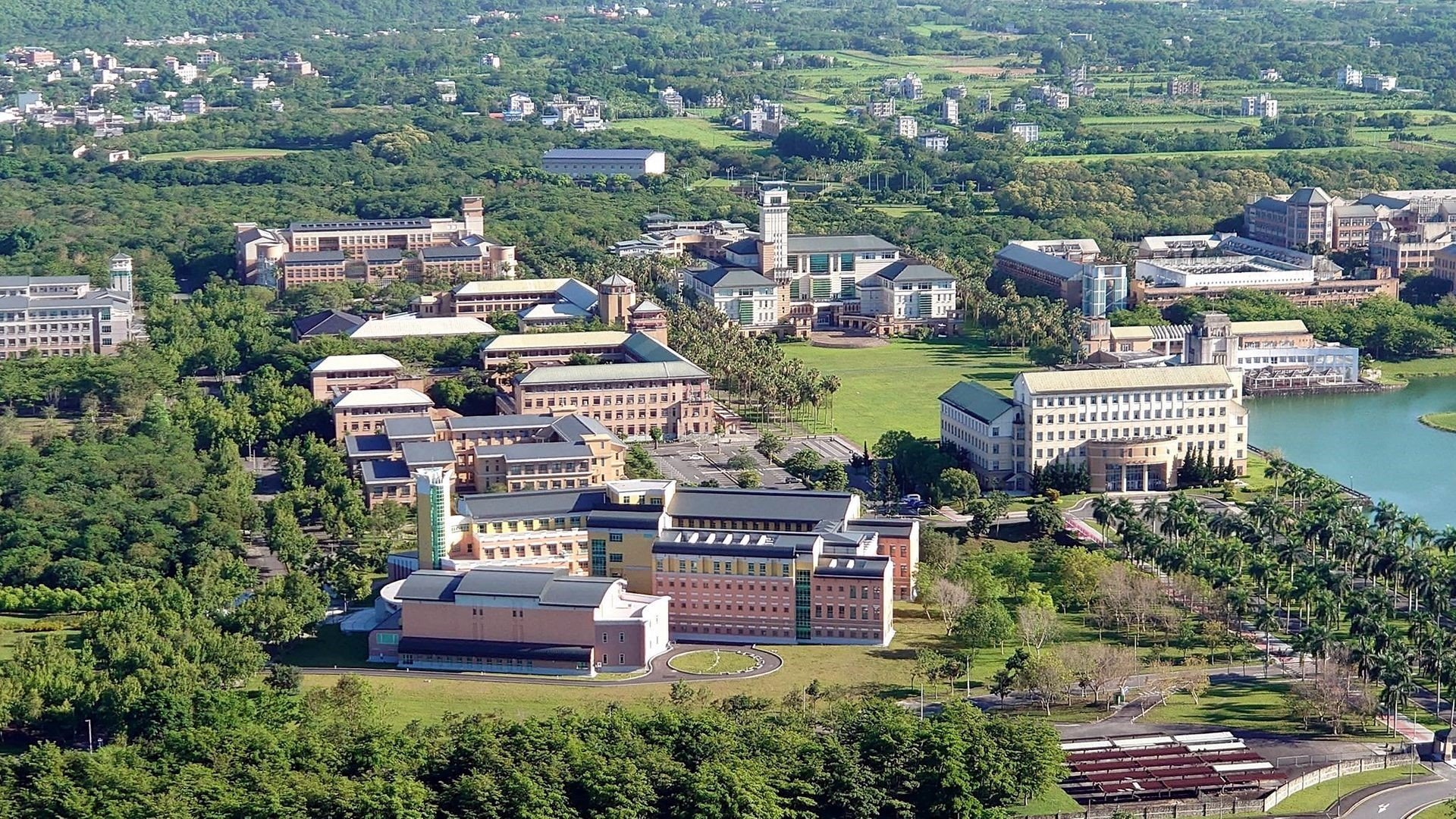
壽豐校區景致概貌

國立東華大學主校區，座落於環境優美的花東縱谷，面積廣達251公頃，左右聳峙著中央山脈與海岸山脈，北有木瓜溪，南有花蓮溪。校區鄰近台鐵志學車站，為學生對外交通中樞，車站與校門間之中正路，匯集各式餐廳、小吃、飲料店、賣場，東華人稱之為「志學街」。

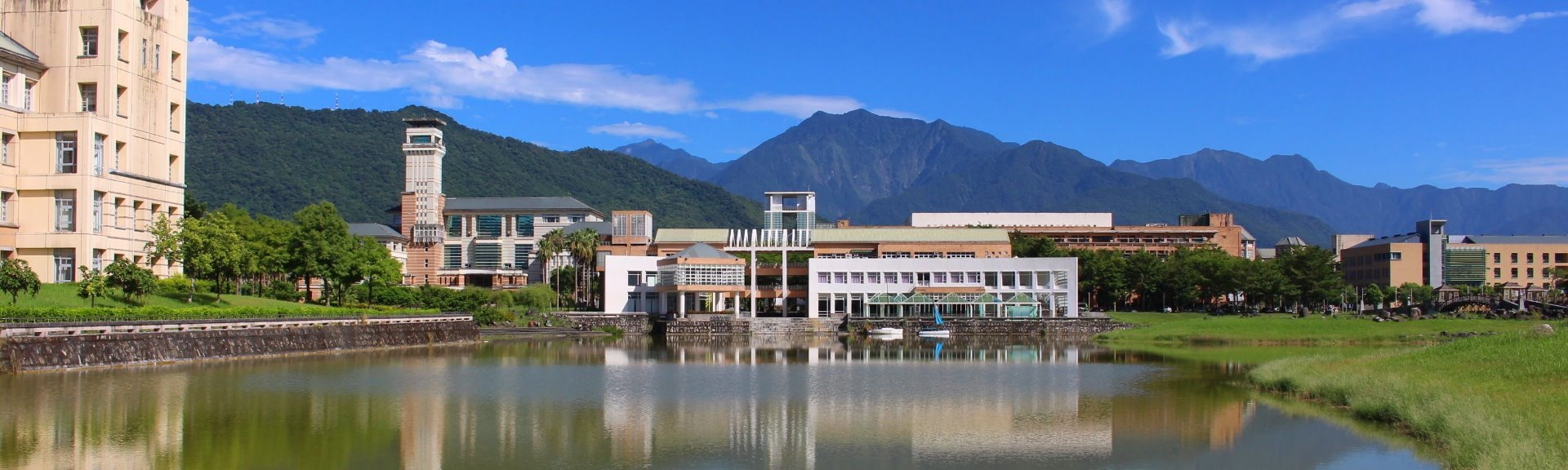
壽豐校區東湖校景

主校區以由美國柏克萊大學哈斯商學院的建築師，也是耶魯大學建築學院院長的後現代主義建築之父查理斯·摩爾擎畫之設計藍圖，融合其他建築師的設計，創造出具人工河道與湖泊的校園，成為現今學校的景觀。主校區基本依座北朝南設計，惟中軸線由北略向西偏約20°而至南略向東偏約20°，以避免太陽東西向之直射。如今校園的新建築都需要接受當時所制定的規範，建構一個具整體性的校園環境；而塔狀建築也成為了東華主校區建築所共有的特點。

#### 教學研究區

##### 圖書館

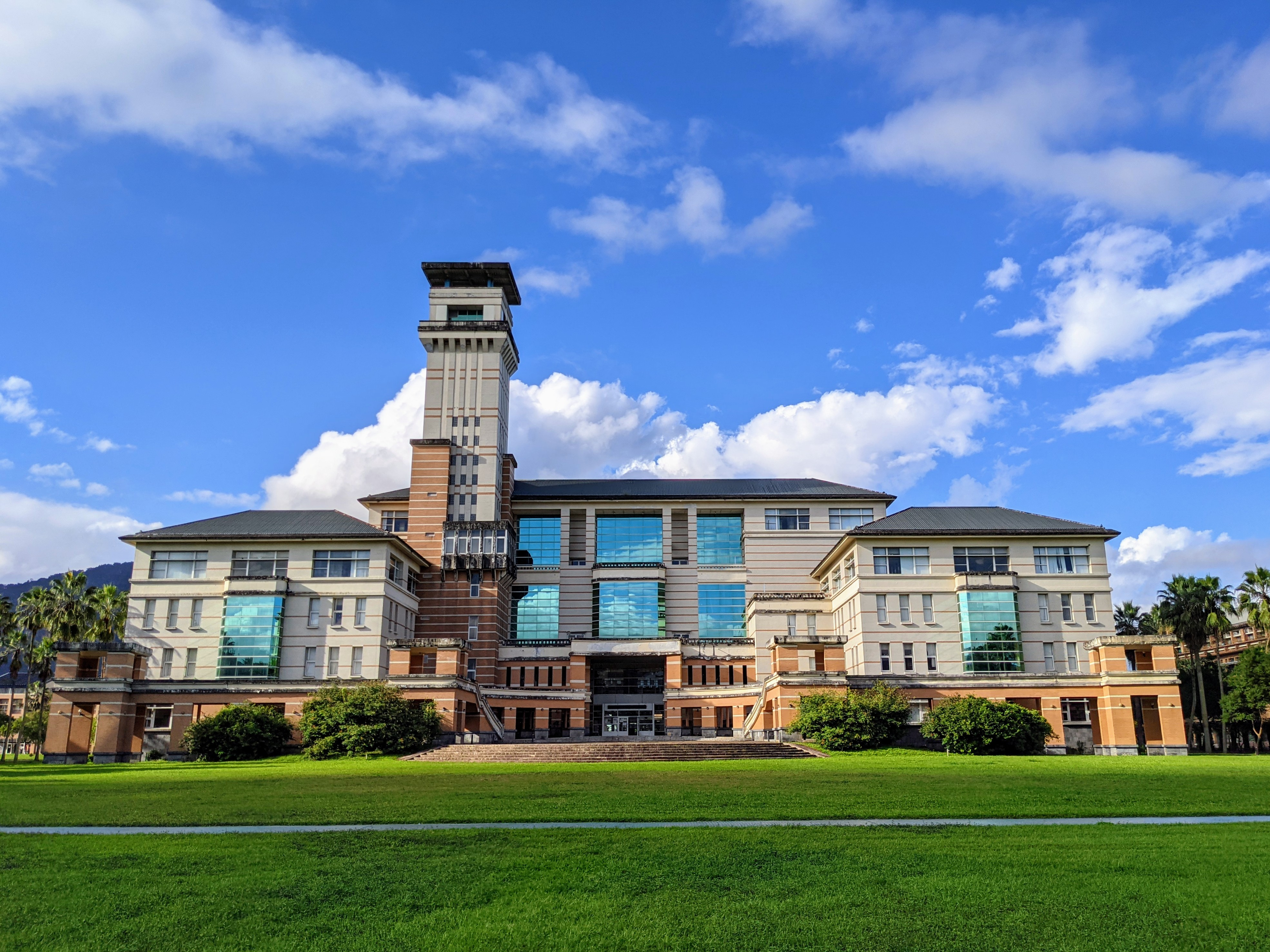
國立東華大學圖書館

圖書館為校內最高的建築物，擁有俯瞰校區及花東縱谷的最高塔樓，與高達1,109,030本的中外文藏書。對於這座樓高十二層的最高塔樓，東華人流傳一句話：
|  | 學術應是一個學校的最高殿堂，而非讓權力凌駕於知識之上。 |

楊牧書房
2016年，為紀念著名文學家楊牧，東華名譽博士童子賢與和碩聯合設計團隊，於圖書館一樓以美國華盛頓大學楊牧研究室規格打造一座「楊牧書房」贈予東華，並成立「楊牧文學講座基金」，收藏楊牧放在華盛頓大學、中研院文史哲所、家中的上千冊珍貴藏書、絕版詩集與手稿。
東華校史室
2017年，「東華校史室」落成於圖書館一樓，展出東華建校二十多年來歷史、鎮校之石及校園建築模型。2019年，國際漢學大師鄭清茂贈予此生上萬冊珍貴國際漢學與日本漢學藏書、史料。

#### 管理學院

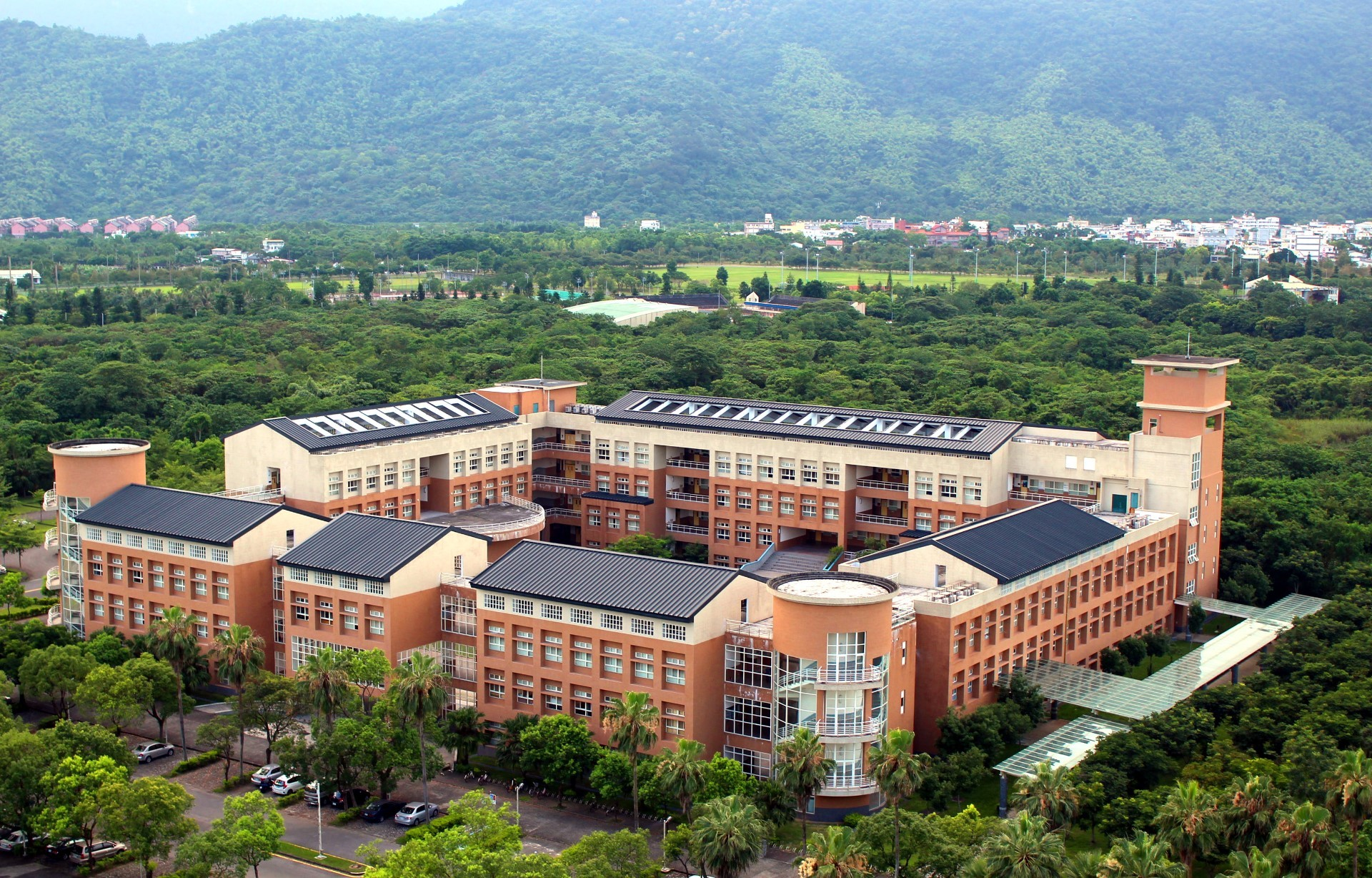
東華大學管理學院大樓

為財務金融學系、會計學系、國際企業學系、企業管理學系、運籌管理研究所、資訊管理學系、觀光與休閒遊憩學系、管理學院管理科學與財金國際學士班之教學研究區，也是東部區域運輸研究發展中心（East Center for Transportation & Development）、企業資源計劃中心（ERP Center）所在地。

#### 人文社會科學學院
人社一館

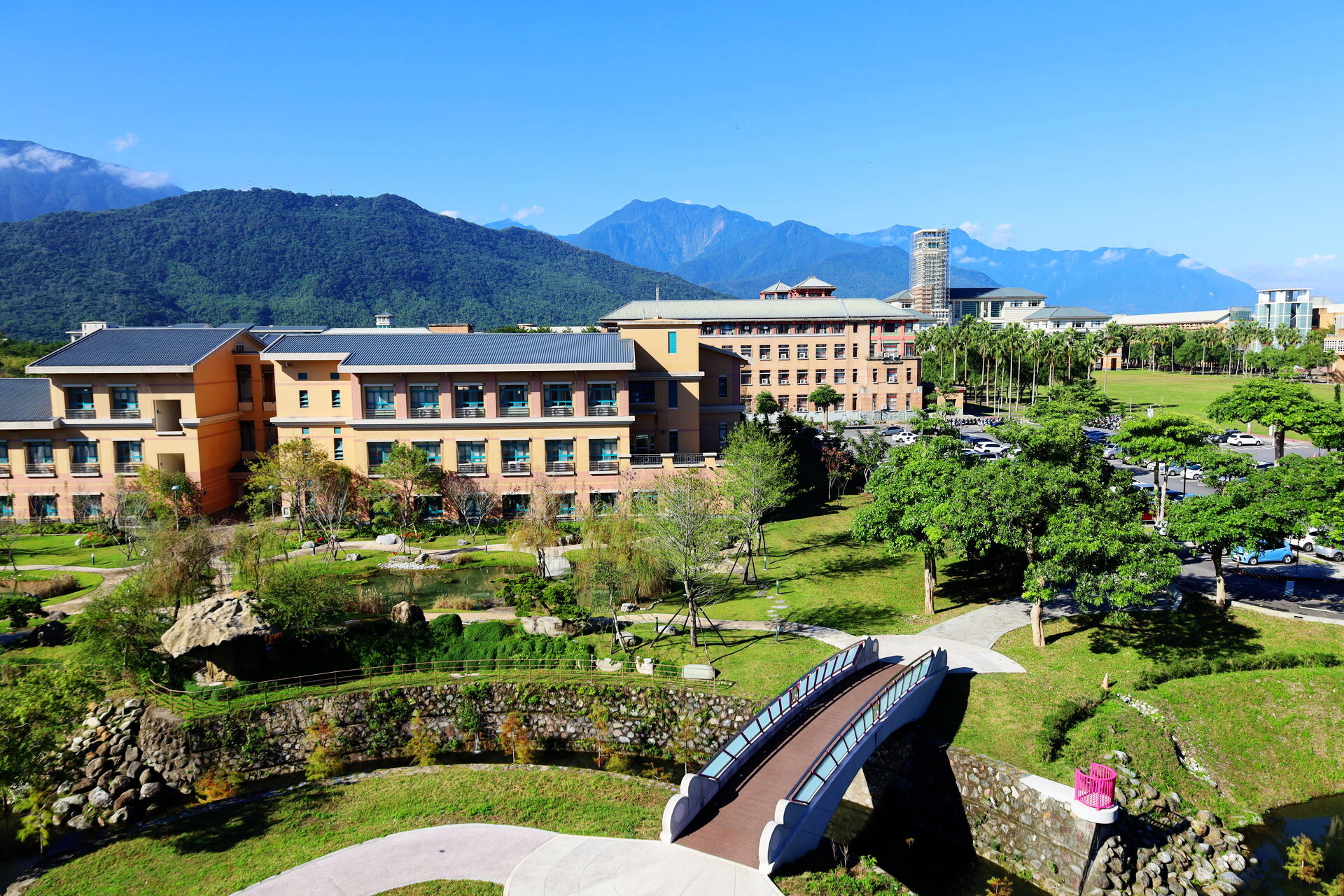
人文社會科學學院一館與三館

舊稱「文學院」，為中國語文學系、華文文學系、英美語文學系、華語文教學國際博士班、亞太區域研究國際博士班之教學研究區，也是楊牧文學研究中心（Yang Mu Center for Literary Studies）、數位文化研究中心（Digital Culture Center）所在地。
人社二館
舊稱「共院」、「共教大樓」等，為經濟學系、法律學系、諮商與臨床心理學系、社會學系、公共行政學系之教學研究區，也是大眾史學研究中心、人文創新與社會實踐研究中心、歐盟研究中心（EUTW）、大陸研究中心、書藝文化中心、原住民族模擬法庭所在地。
人社三館
為歷史學系、臺灣文化學系之教學研究區，也是東華人社院-中研院臺灣史研究所合作辦公室、越南臺灣研究中心、華語文中心、語言中心、洄瀾學院所在地。

#### 理工學院
理工一館
舊稱「理學院」，為應用數學系、物理學系、化學系之教學研究區，也是東台灣農藥殘留與毒物檢驗中心（Eastern Taiwan Center for Pesticide and Toxic Substance Analysis）所在地。
理工二館
舊稱「工學院」，為材料科學與工程學系、資訊工程學系、電機工程學系、光電工程學系之教學研究區，也是智慧科技中心（Intelligent Technology Center）、能源科技中心（Energy Technology Center）所在地。
理工三館
為生命科學系暨生物技術研究所之教學研究區，擁有國家生物安全第二等級實驗室（P2）。

#### 環境暨海洋學院

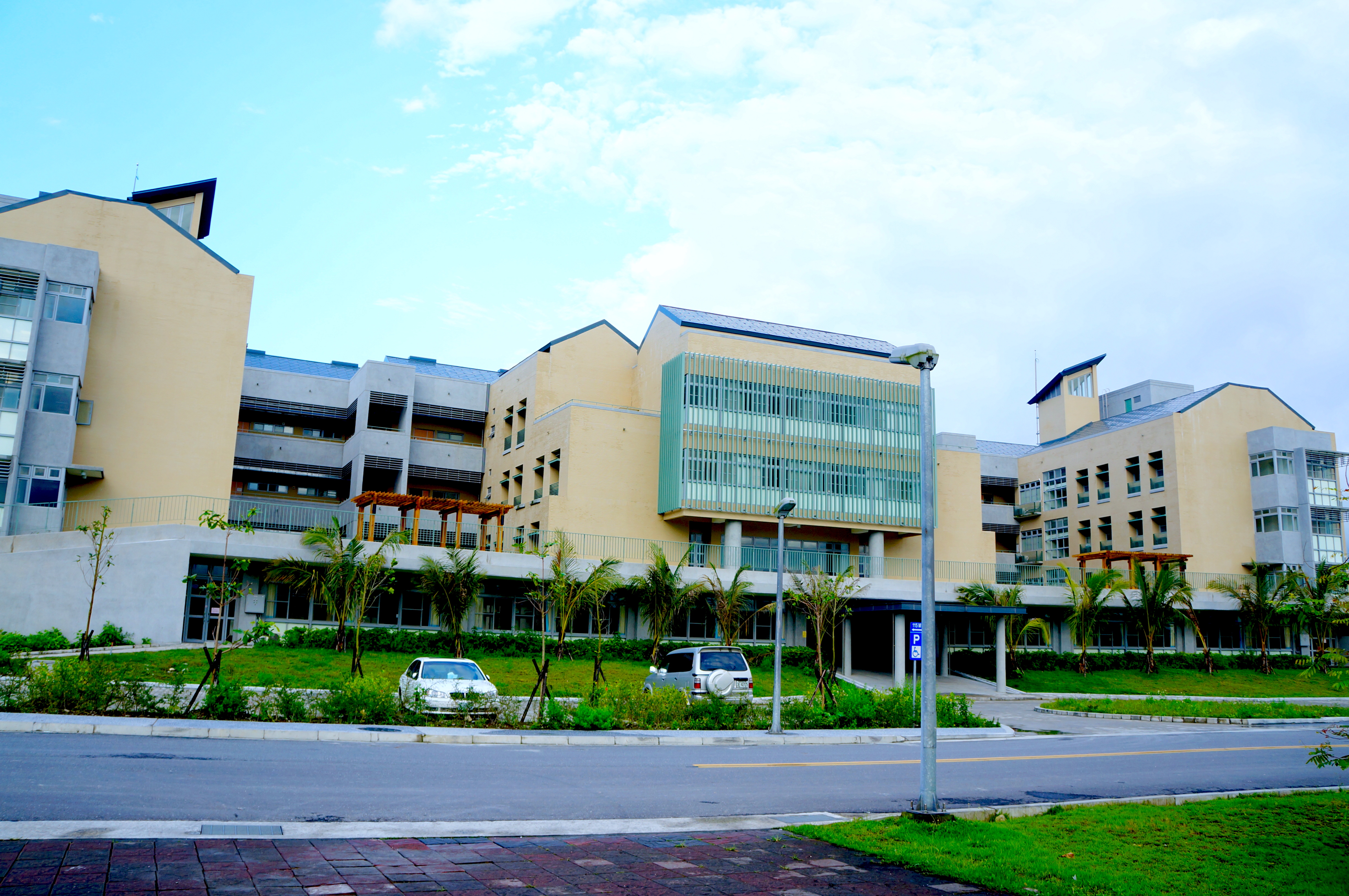
自然資源與環境學系系館

為自然資源與環境學系、人文與環境碩士學位學程之教學研究區，也是臺灣東部地震研究中心（East Taiwan Earthquake Research Center）、防災研究中心（Disaster Prevention Research Center）、環境教育中心（Environment Education Center）、校園環境中心（Campus Center for the Environment）所在地。

#### 藝術學院

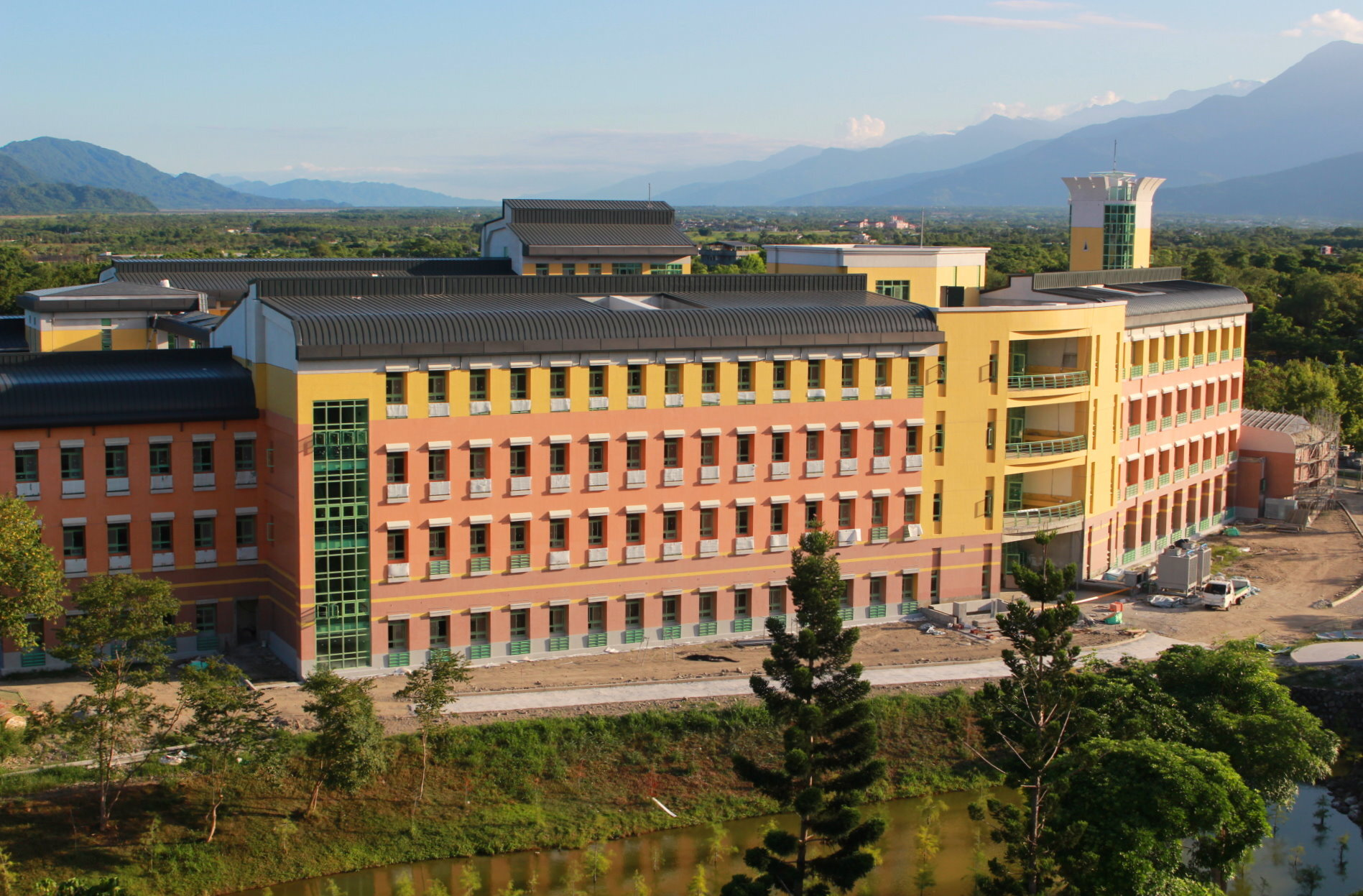
藝術學院

為藝術與設計學系、藝術創意產業學系、音樂學系之教學研究區，擁有東臺灣最大的音樂演奏廳。

#### 花師教育學院

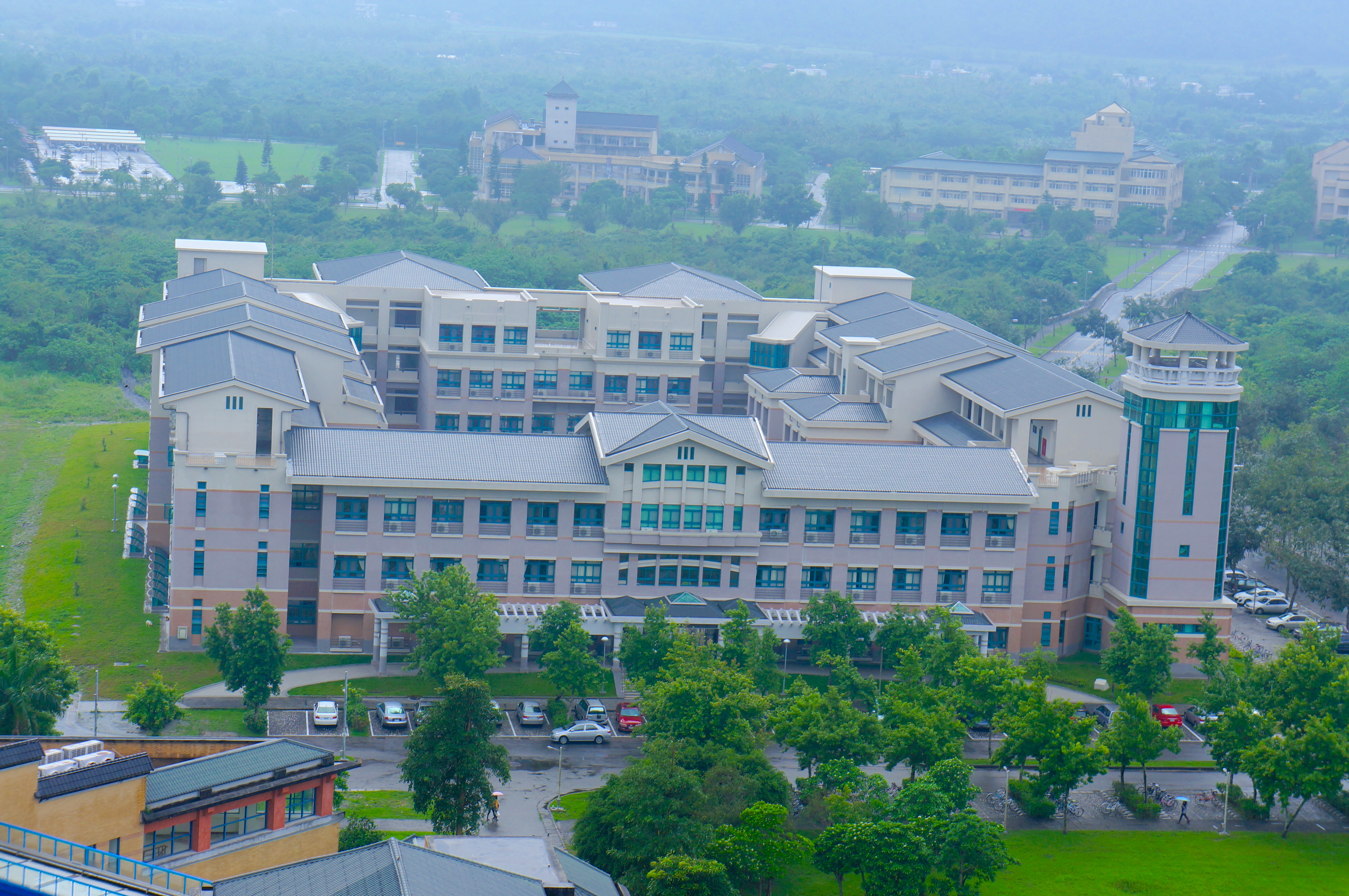
花師教育學院

為教育與潛能開發學系、教育行政與管理學系、特殊教育學系、體育與運動科學系、幼兒教育學系之教學研究區，也是偏鄉閱讀與行動中心、多元文化教育中心、科學教育中心、特殊教育中心、原住民族教育中心所在地。

#### 原住民民族學院

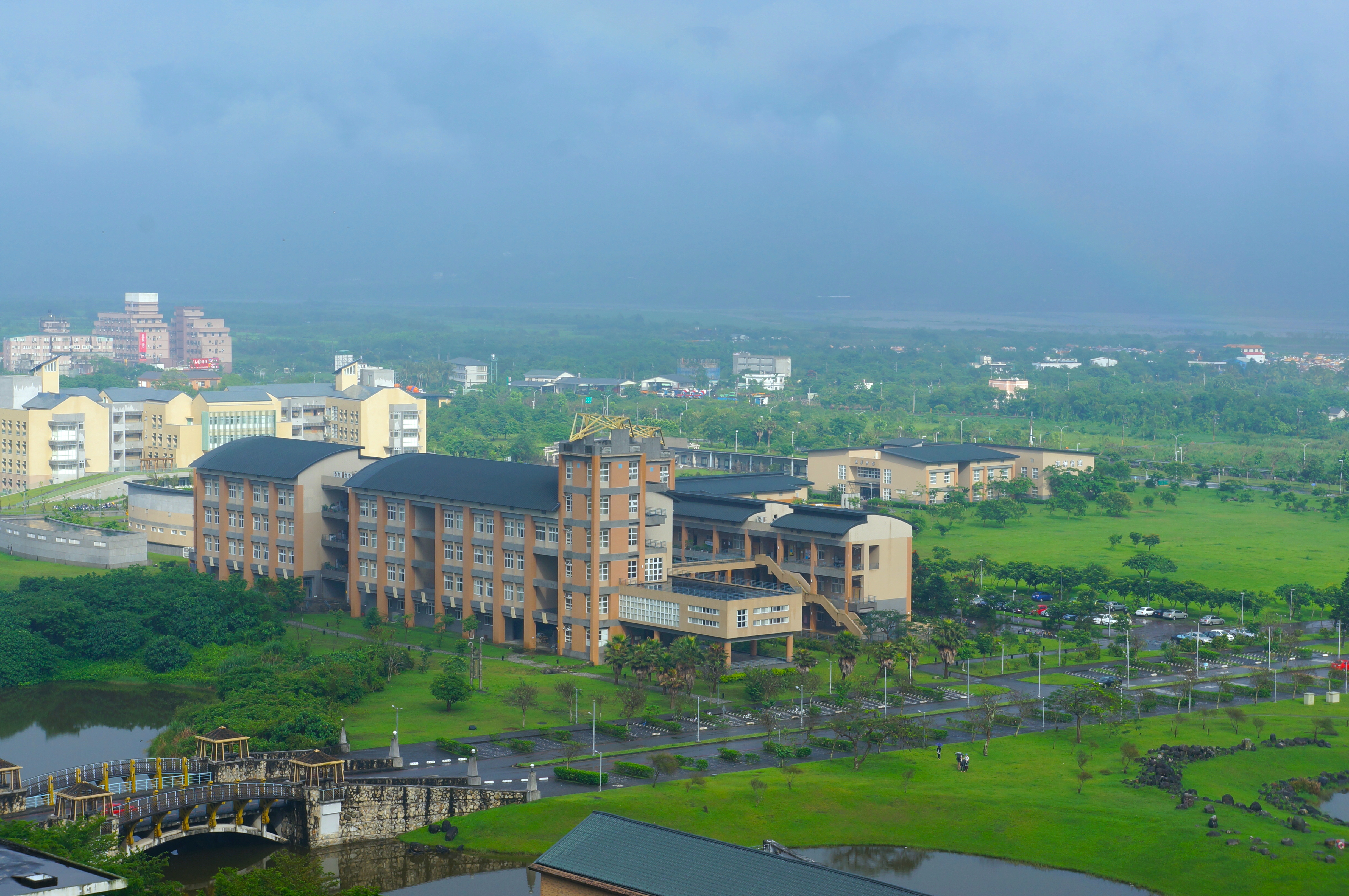
原住民民族學院

為族群關係與文化學系、民族發展與社會工作學系、民族語言與傳播學系、原住民族樂舞與藝術學士班、原住民族研究國際博士班之教學研究區，也是原住民族國際事務中心（Center for International Indigenous Affairs）、原住民族發展中心（Center of Indigenous Development）、原住民族文化與傳播中心、原住民族語言中心、原住民族學生資源中心所在地。
洄瀾學院
縱谷跨域書院學士學位學程、社會參與中心座落於此。
藝術工坊（Arts Workshop）
為藝術學院之教學空間，擁有陶藝、草木染、木工、雕塑、版畫等工藝工坊。
東華小米園（Millet Garden）
為全臺灣首創的大學小米園地，由東華師生自主發展，以環境、飲食與族群為主軸，並連結校園/社區/部落之發展學習共同體。

#### 社團活動交流區

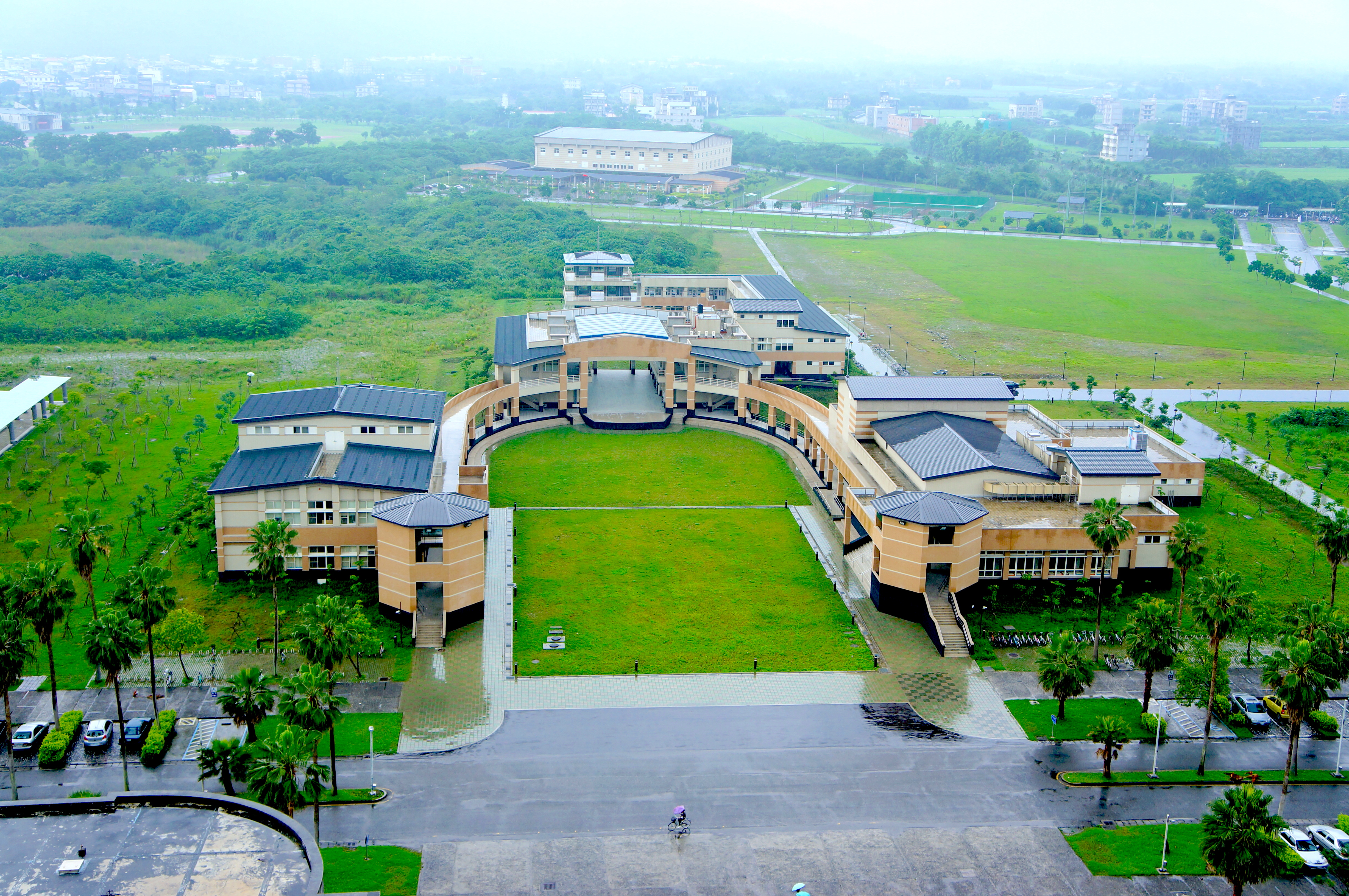
學生活動中心

學生活動中心（Student Activities Center）
為學生社團辦公室所在地，設有表演空間、演講廳、鋼琴房。
集賢館（East Community House）
鄰近迎曦莊、沁月莊、行雲莊，設有學生餐廳、K書中心、表演練習空間、便利商店。
多容館（West Community House）
鄰近擷雲莊、仰山莊、向晴莊，設有學生餐廳、表演練習空間、便利商店。學生諮商輔導中心辦公室亦位於此。
湖畔餐廳（Hupan Restaurant）
設有學生餐廳、書局、咖啡廳等。通識教育中心、藝術中心皆位於此。
東華園（Dong Hwa Zone）
鄰近學人宿舍，設有K書中心、自助洗衣坊。單車合作社亦位於此。
全家便利商店（FamilyMart）
壽豐東華店（位於集賢館1F）、壽豐東華二店（位於多容館1F）、壽豐東湖店(位於湖畔餐廳旁)

#### 體育運動設施

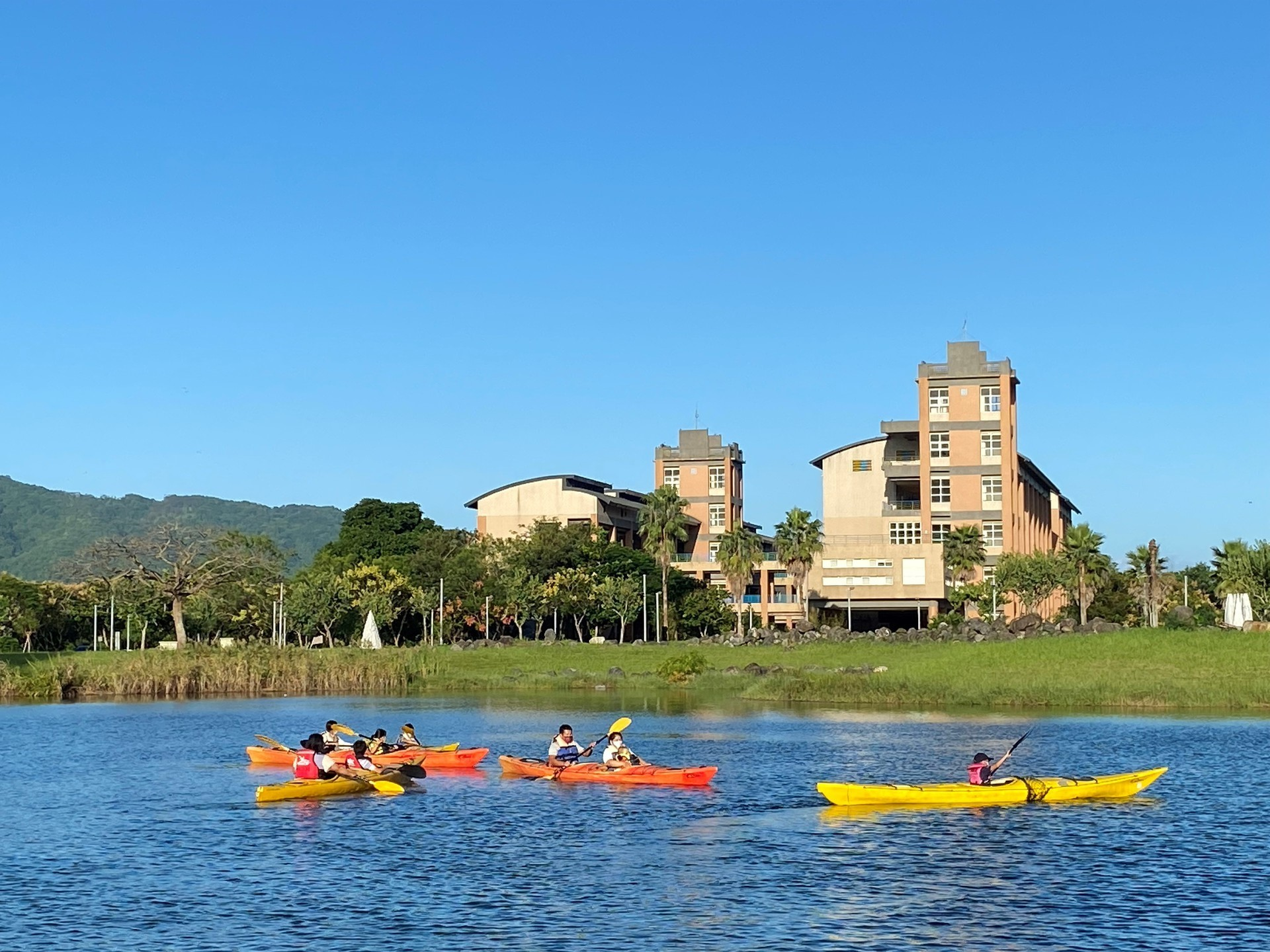
於東湖進行的獨木舟（皮艇）課程

體育運動場（Athletic Field）
攀岩場、田徑場、戶外體訓設施
室內外游泳池（Swimming Pools）
室內溫水游泳池、室外游泳池、健身房、浮潛運動場
室外球場與體育館（Outdoor Courts & Stadium）
室內共用運動場(3座排球場、3座全場籃球場、12座羽球場)、校隊體訓室、健身房、桌球室、5座室外網球場
向晴莊運動場（Sports Courts I）
高爾夫球練習場、12座排球場、6座全場籃球場、4座半場籃球場/排球練習場、戶外體訓設施
集賢館運動場（Sports Courts II）
2座排球場、2座籃球場
多容館社區中心（West Community House）
桌球室
棒壘球場（Baseball and Softball Fields）
1座棒球場、1座壘球場
探索體驗教育場（Project Adventure）
Project Adventure(PA)設施
東湖（Dong Lake）
獨木舟運動、風帆運動

#### 學生宿舍
Dormitory I：擷雲莊（一莊、二莊）
單人雅房，研究所學生宿舍。
Dormitory II：仰山莊
大學部女學生宿舍，皆為四人套房。
Dormitory III：涵星莊（一莊、二莊）
一莊為大學部女學生宿舍、二莊為大學部男學生宿舍。皆為四人套房。
Dormitory IV：向晴莊
大學部男學生宿舍，四人套房。
Dormitory V：行雲莊（一莊、二莊）
皆為雙人套房。一莊為研究所及大學部男學生宿舍、二莊為研究所及大學部女學生宿舍。
Dormitory VI：迎曦莊（一莊、二莊）
一莊及二莊皆為四人套房、大學部男學生宿舍。
Dormitory VII：沁月莊（一莊、二莊）
一莊及二莊皆為四人套房、大學部女學生宿舍。

### 美崙校區

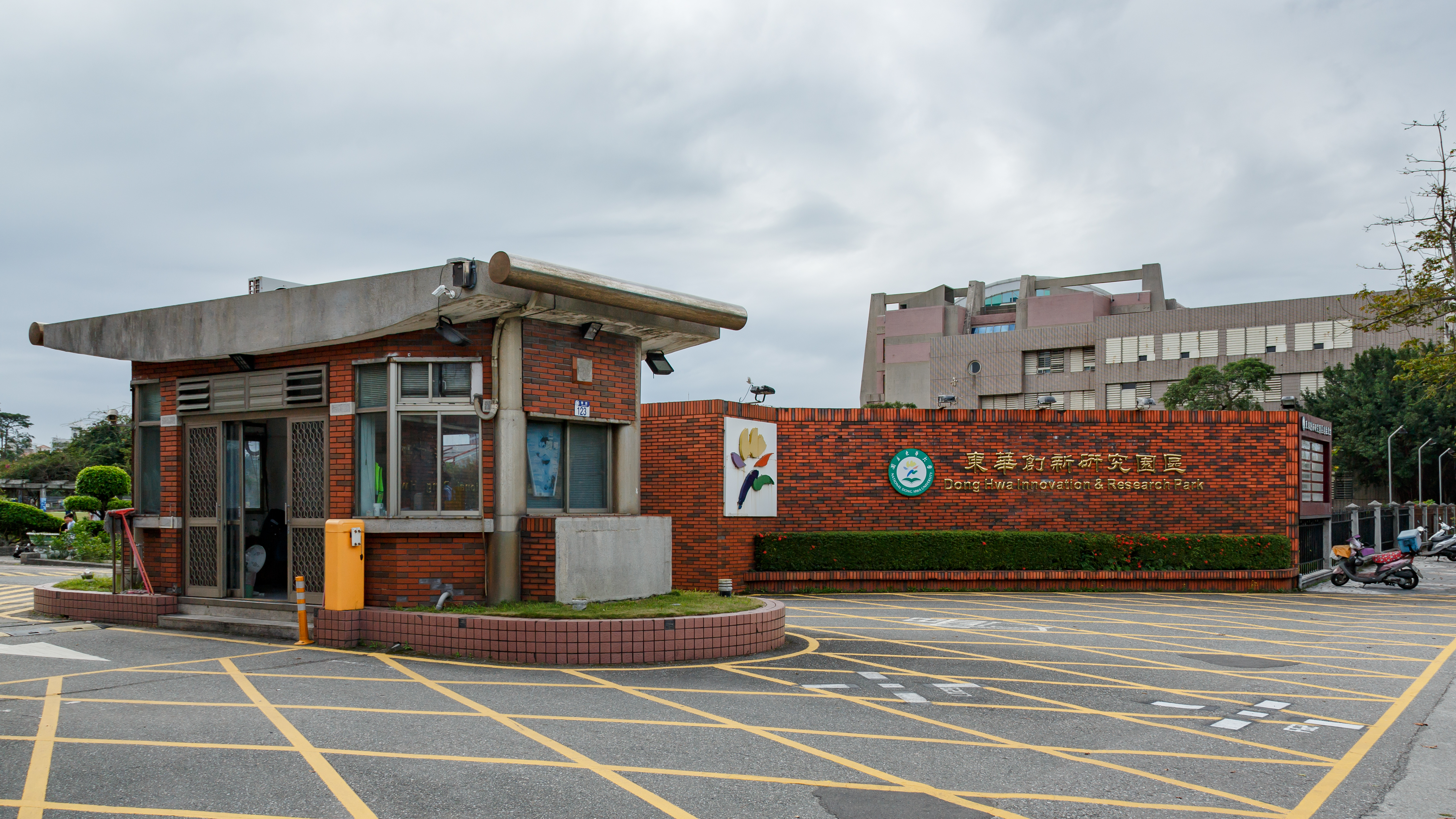
國立東華大學創新研究園區

位於花蓮市北側美崙地區，比鄰於七星潭風景區，占地約12.3公頃。原為國立花蓮教育大學主校區，目前轉型為創新研究園區提供部分在職進修與推廣教育的課程，及部分體育賽事之設施，並與花蓮縣立體育實驗高級中學（花蓮體中）合作共同培育臺灣體育國手，也與校友創辦的波斯頓國際實驗學校合作，於校區內成立花蓮第一所雙語國際學校（Hualien International School）。

### 屏東校區
屏東校區座落於海洋環境資源豐富的墾丁國家公園國立海洋生物博物館內部，周圍環繞珊瑚礁岩及豐富的熱帶海洋生物。2004年，東華首創高等學府及學術博物館合作之先河，與海生館共同開辦合作成立海洋生物科技研究所及海洋生物多樣性及演化研究所，兩研究所於2014年合併而成「海洋生物研究所」。海生所採取「建制獨立、學制合作」之模式，由海生館提供學術研究設施，與博士級研究師資，學生能直接利用海生館的資源進行研究與學習。，校區距離枋山火車站約30分鐘車程，距離恆春機場約6分鐘車程。

## 大學生活與特色
國立東華大學以自由主義學風著稱，首創無鐘聲大學，校區內除了師培的花師教育學院，皆無上下課鐘聲，象徵其自由開放的學術風氣，並提供高彈性的修課制度，使學生能夠自由跨領域學習

### 學生組成
2023年國立東華大學國際生組成

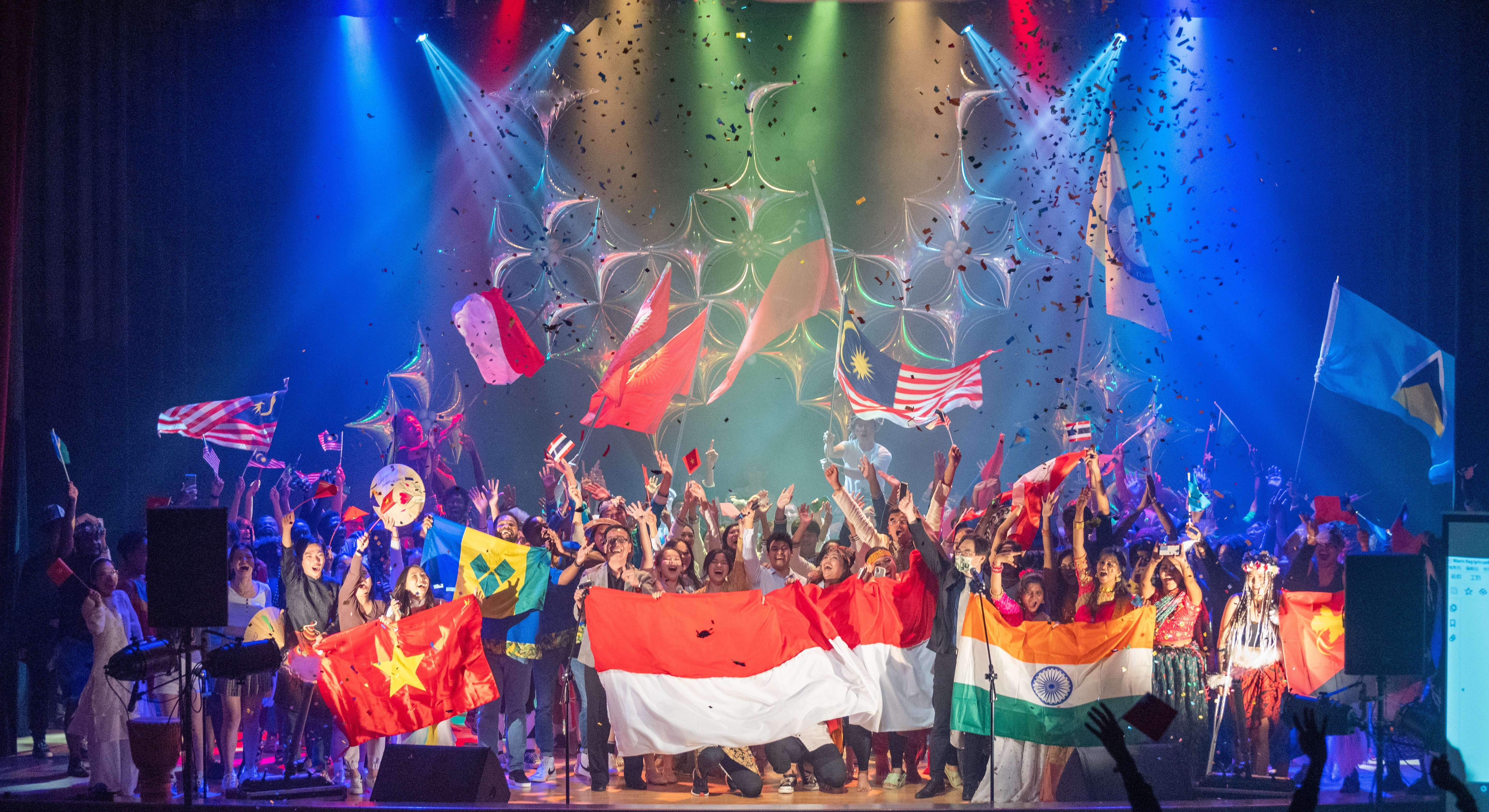
2022年國立東華大學國際文化之夜，超過三十國國際生參與演出。

截至2023年，國立東華大學共有超過10,000名學生，其中包括7,600名本科生和2,400名研究生，其中本科生男女比例約為1：1，同時在原住民民族學院，原住民漢人比例約為1：1。
東華是全臺灣最國際化高等學府之一，全校學生有13.7%為國際生，來自全球各地57個國家，其國際生比例為全臺灣第六大，僅次於臺大、政大。 其中，東華大學與中華民國外交部國際合作發展基金會在資訊工程國際學位有合作關係，使東華擁有臺灣最多來自史瓦濟蘭、吉爾吉斯、伯利茲、馬拉威和聖文森及格林納丁斯之國際生，此合作關係為臺灣邦交國傑出學生提供全額獎學金。

### 制度與學風

#### 臺灣首座無鐘聲大學
東華為全臺灣第一座無鐘聲大學，由一群在美國任教的華裔教授創立，他們延續了美國大學的制度，在美國無固定上下課時間，因此不需要敲鐘。東華花師合校後，花師教育學院為全校唯一敲鐘學院，其沿用了師範學校傳統，使師培生能依鐘聲作息。

#### 華人首座頒授文學創作碩士大學
美國華盛頓大學教授楊牧於擔任東華人社院創院院長期間，創辦了全華人世界第一家以創作取代論文寫作授予藝術創作碩士（Master of Fine Arts）學位的「創作與英語文學研究所文學創作組」（現為華文文學系碩士班創作組）。
創所教授有哥倫比亞大學東亞系教授郭強生、文學作家暨翻譯家曾珍珍、華文小說家暨翻譯家李永平，為近年文壇興起的「東華幫」之起源。

#### 學程制度大學
2008年，建立全臺灣第一座「學程制度」（modular course），以彈性的跨學院、跨系所修課制度，並放寬課程的同等抵免，讓學生安排學程模組，完成畢業條件的雙主修、輔系、副修學位會標注於畢業證書上。 2015年，畢業生有40%以上取得輔系學位，比例為全台第二，僅次政大。2016年，其取得雙主修學位比例，比例為全台第四，僅次政大、臺大、北大。

#### 自主學習空白學程
2018年，創立空白學程計畫「BRICK–磚家學程 」（Break / Redefine / Imagine / Catalysis / Kindle），為20門1學分的「空白課程」，採事後追認作法，由學生自己提出主題、規劃學習，老師從旁提供諮詢與支持。學生可於在學的任何時間申請追認學分，經過一定程序獲1至20學分的學習成果認證。參與提案有：藝術創作以促成環境議題生活實踐、到自己的高中母校開一門選修課給學弟妹、推動用明信片進行國際交流、推動偏鄉青少年的閱讀及教育、籌辦霍特獎（Hult Prize）國際競賽等。

#### 駐校作家制度
1994年，楊牧於擔任東華人社院首任院長期間引進東華校園內，讓知名作家走進校園進行教學、創作與交流。首任駐校作家為現代詩作家瘂弦，後有鄉土文學作家黃春明、臺灣鄉土詩人吳晟、臺灣現代詩詩人鄭愁予、自然文學作家劉克襄、現代散文作家林達陽等知名華語文學作家。

#### 駐校教育家制度
2020年，創立駐校教育家制度，為全臺灣首見，首任以「溫老師備課Party」創立者溫美玉老師，擔任駐校教育家。以師徒制、跨校共學社群基地之模式，培訓花蓮在地國小教師、東華師資培育生。

#### GPA制度
東華為全臺灣第一座引進歐美大學「成績平均積點制度」（GPA）之高等學府，以A+（90-100）、A（85-89）到E（<50）劃分11個分數等級。

### 藝文與節慶

#### 楊牧書房與楊牧文學獎
2013年，和碩聯合科技董事長童子賢捐獻給東華人社院成立「楊牧文學講座基金會」，以紀念「楊牧」回歸領銜創辦的東華人社院，楊牧文學獎為旗下獎掖文學創作與研究活動之一，並在東華圖書館以華盛頓大學楊牧研究室規格建造「楊牧書房」，其收藏楊牧在華盛頓大學、中研院文史哲所、家中的數千冊藏書、絕版詩集與手稿。

#### 東華角落藝術節
2014年，由藝術與設計學系田名璋老師與「角落藝術團隊」跨領域、跨學院團隊共同策展，第一屆東華角落藝術節以「角落，發現藝術的美好！」為理念，募集全校師生上百件的藝術創作作品，其布置於東華校區每個角落，以「活的美術館」為策展主軸，並設計「東華藝術藏寶地圖」，提供參展者透過地圖尋找各地展覽作品，傳達「藝術就在身邊」之精神。
|                                | 讓創作者、參觀者再次認識東華這一美麗的大學，發現東華的多個不同面貌。 只要對藝術創作有興趣、有熱忱，每一個人都可以是創作者，讓自己的作品點綴東華每一個角落。 |
| ——田名璋（藝術與設計學系教授） | |

為「東華角落藝術團隊」二大策展理念，藝術節期間舉辦「藝術家講座」，邀請各地藝術家分享創作經驗，與校內創作者交流，參與過的藝術家有臺灣當代女性藝術家汪曉青、臺灣環境藝術家李蕢至、臺灣原住民藝術家張恩滿等創作者。

#### 東華塔樓亮燈季

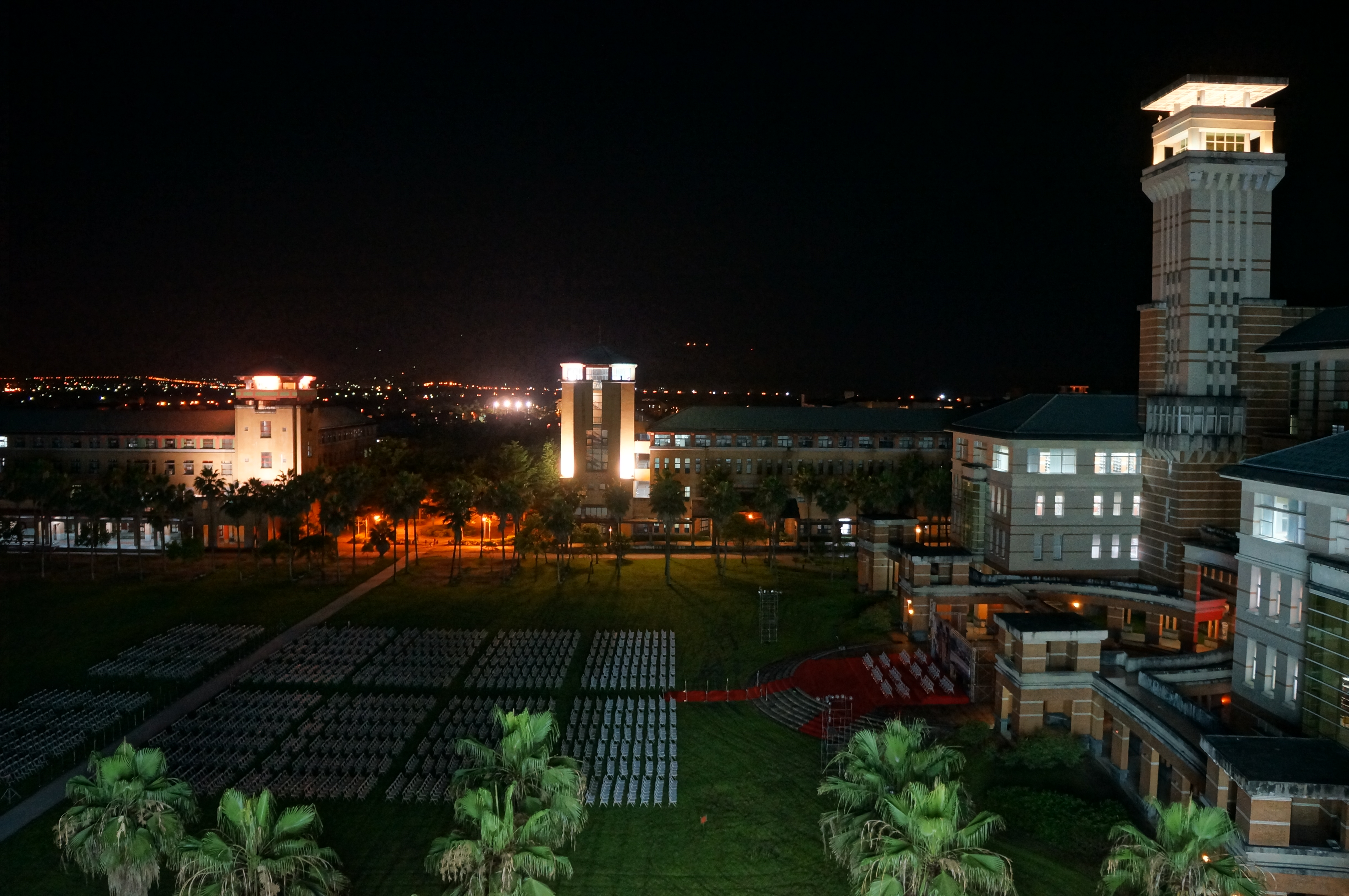
人社院與圖書館塔樓燈光

塔樓式建築為東華主校區建築設計風格，由耶魯大學建築學院院長查理斯·摩爾所設計。每逢畢業季與新生季期間，將點燃所有建築塔樓上的燈光，其象徵著點亮知識的燈塔與希望。早期創校建築為行政大樓、文學院（人社一館）、共科大樓（人社二館）、圖資大樓、理學院（理工一館），因此也曾被東華人稱為「五塔的祝福」。

#### 東華彩虹旗升旗季

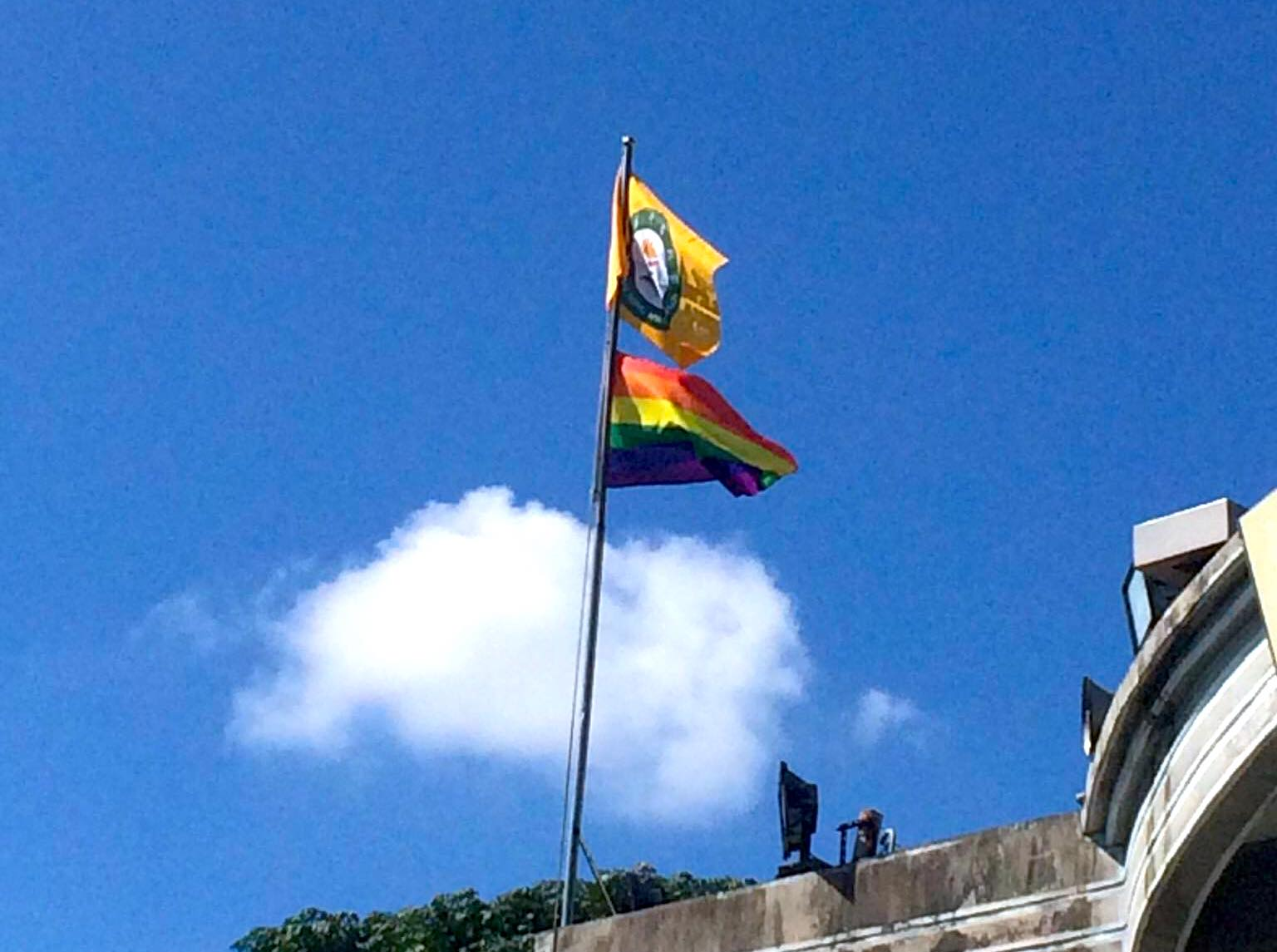
2016年，國立東華大學升起臺灣史上首面彩虹旗一刻。

2016年，為響應臺灣同志遊行、臺北市政府升彩虹旗，東華校方與東華Rainbow Kids同伴社，升上臺灣教育史上第一面彩虹旗，也是亞洲高教史上之首例，期間面臨教會團體、護家盟等重重施壓。 2018年，東華校務會議以28比27票，一票之差通過校級升彩虹旗典禮活動，此後，升彩虹旗典禮成為東華大學每年盛大活動季之一。

### 體育運動
東華擁有14支校級運動代表隊，涵蓋11項體育運動項目，包括田徑、游泳、籃球、排球、足球、羽球、壘球、棒球、桌球、網球、跆拳道、鐵人三項、定向運動，由體育與運動科學系教授、體育中心老師組成指導教練陣容。
中華民國首位奧運跆拳道金牌得主陳詩欣，曾任東華跆拳道指導教練。臺灣首位奧運射箭團體銀牌得主之一王正邦，為東華射箭指導教練。2021年全國大專校院運動會，東華成績為7金4銀9銅。2023年世界大學運動會，東華校隊在田徑、游泳、跆拳道項目多位入選世大運國手名單。

### 學生組織

#### 東華學生會
國立東華大學學生自治會成立於1997年，為東華學生自治之最高架構，代表著全體東華大學的學生，下設學生行政中心（行政權）、學生議會（立法權）、學生評議會（司法權）、及學生選委會四個部門，是全國最大學權組織臺灣學生聯合會創立會員校之一。

## 組織架構

### 學院
東華擁有八大學院，為全臺灣領域最廣的六所國立大學之一，學科涵蓋了文學、史學、人類學、地理學、社會學、心理學、經濟學、管理學、公共行政學、法學、教育學、藝術學、設計學、音樂學、數學、化學、物理學、地球科學、生命科學、環境研究、海洋學、電腦科學、光電工程學、材料工程學等，旗下擁有學系（Department）、研究所（Graduate Institute）與其他研究單位，以及跨領域學位學程（Degree Program）。東華八大學院為：
| 學院 | 成立年份 | 學系、研究所、學位學程 |
| ---- | -------- | --- |
|      | 1995     | 華文文學系、中國語文學系、英美語文學系、歷史學系、臺灣文化學系、法律學系、社會學系、公共行政學系、經濟學系、諮商與臨床心理學系、華語文教學暨書法國際碩士學位學程（TCSLC）、華語文教學國際博士學位學程（TCSL）、亞太區域研究博士學位學程（ARS）      |
|      | 1995     | 應用數學系、物理學系、化學系、生命科學系、材料科學與工程學系、光電工程學系、資訊工程學系、電機工程學系 |
|      | 1995     | 企業管理學系、國際企業學系、資訊管理學系、運籌管理研究所、會計學系、財務金融學系、觀光暨休閒遊憩學系、管理科學與財金國際學士學位學程（MSF）、會計與資訊管理國際學士班（AIM）、大數據分析與應用學士學位學程（BDA）、高階經營管理碩士在職專班（EMBA） |
|      | 2001     | 族群關係與文化學系、民族發展與社會工作學系、民族語言與傳播學系、原住民族樂舞與藝術學士學位學程（IPA）、原住民族研究國際博士學位學程（IS） |
|      | 2005     | 教育與潛能開發學系、特殊教育學系、幼兒教育學系、體育與運動科學系、教育行政與管理學系 |
|      | 2005     | 藝術與設計學系、藝術創意產業學系、音樂學系 |
|      | 2022     | 自然資源與環境學系、海洋生物研究所、人文與環境國際碩士學位學程（HES） |
|      | 2022     | 縱谷跨域書院學士學位學程 |

### 學術研究中心

#### 國家級研究中心
| 國家級研究中心 | 人工智慧製造系統研究中心 | 人工智慧普適研究中心 |

#### 校級研究中心
| 校級研究中心 | 社會參與中心     | 跨領域學術研究中心 |
| 校級研究中心 | 創新研究園區     | 創新育成中心       |
| 校級研究中心 | 生物技術育成中心 | 尤努斯社會企業中心 |
| 校級研究中心 | 英語培力學術中心 | 人工智慧辦公室     |

#### 院級研究中心
| 人文社會科學學院 | 楊牧文學研究中心         | 人文創新與社會實踐研究中心   |
| 人文社會科學學院 | 數位文化中心             | 大眾史學研究中心             |
| 人文社會科學學院 | 書藝文化中心             | 歐盟研究中心                 |
| 理工學院         | 亞洲學術合作中心         | 東台灣農藥殘留與毒物檢驗中心 |
| 理工學院         | 貴重儀器使用中心         | 能源科技中心                 |
| 理工學院         | 智慧科技中心             |                              |
| 管理學院         | 東部區域運輸發展研究中心 | 企業資源規劃系統中心         |
| 管理學院         | 金融大數據研究中心       | 財務金融訓練中心             |
| 管理學院         | 永續金融研究中心         | 新經濟政策研究中心           |
| 花師教育學院     | 多元文化教育中心         | 教育神經科學實驗中心         |
| 花師教育學院     | 原住民族教育中心         | 特殊教育中心                 |
| 花師教育學院     | 科學教育中心             | 偏鄉閱讀與行動中心           |
| 花師教育學院     | 數位學伴中心             | 教師專業發展與評鑑中心       |
| 藝術學院         | cre8創意中心             | 藝托邦藝文空間               |
| 原住民民族學院   | 原住民族發展中心         | 原住民族文化與傳播中心       |
| 原住民民族學院   | 原住民族國際事務中心     | 原住民族課程發展協作中心     |
| 原住民民族學院   | 原住民族學生資源中心     | 原住民族語言中心             |
| 環境暨海洋學院   | 臺灣東部地震研究中心     | 生態及永續科學跨領域研究中心 |
| 環境暨海洋學院   | 防災研究中心             | 校園環境中心                 |
| 環境暨海洋學院   | 環境教育中心             |                              |

### 附屬機構
- 國立東華大學圖書館
- 國立東華大學附設實驗國民小學
- 國立東華大學附設實驗國民小學附設幼兒園
- 國立東華大學附設花蓮縣私立實驗幼兒園
- 國立東華大學度假會館（東華會館）
- 國立東華大學校友總會

## 人物

### 校友
國立東華大學創校二十多年，以及花師創辦六十年間，畢業校友有校長、教授、文學作家、藝術家、流行歌手、奧運國手、政治家、商業家、Youtuber等領域。

### 教授

過去與現任國立東華大學學者有：
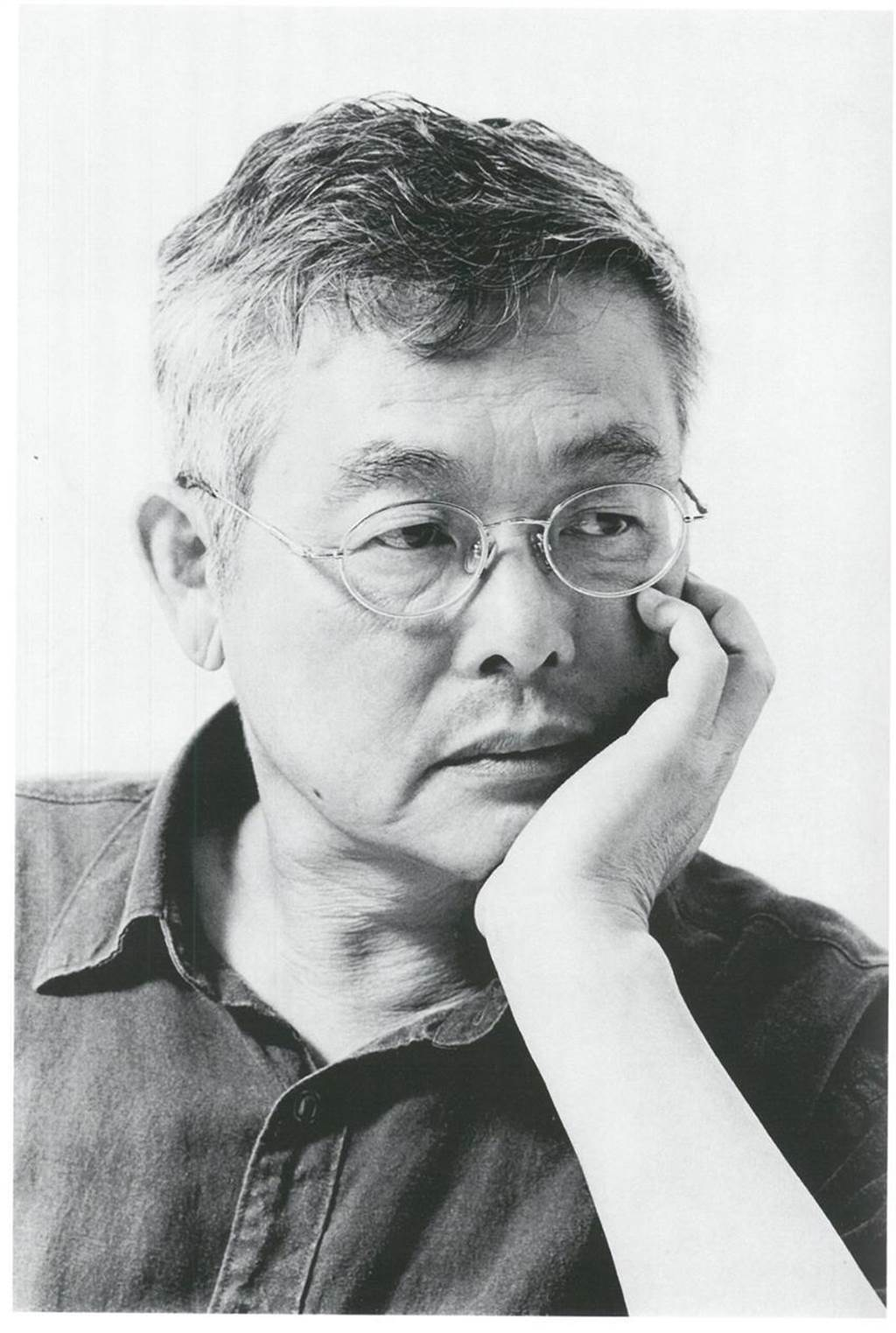
楊牧 紐曼華語文學獎（2013年）和蟬獎（2016年）得主
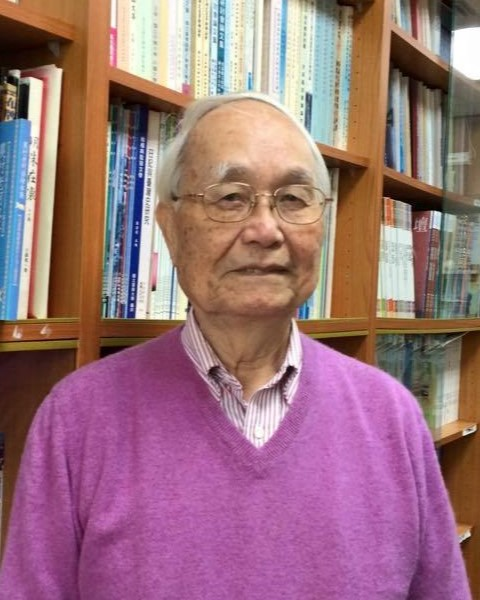
鄭清茂 日本天皇旭日勳章（2014）獲獎者
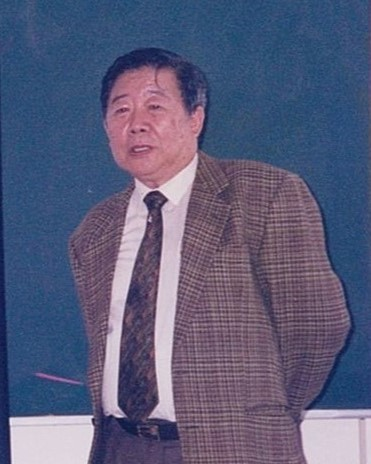
喬健 中國人類學終身成就獎得主（2015）
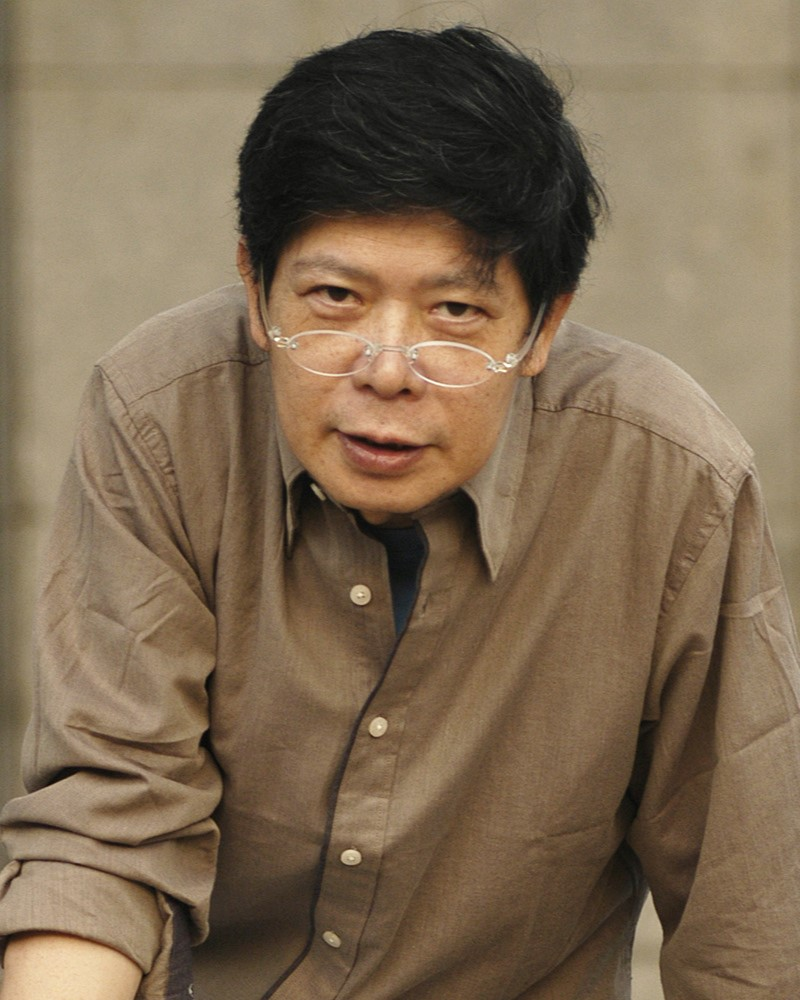
余德慧 華人心理學大師
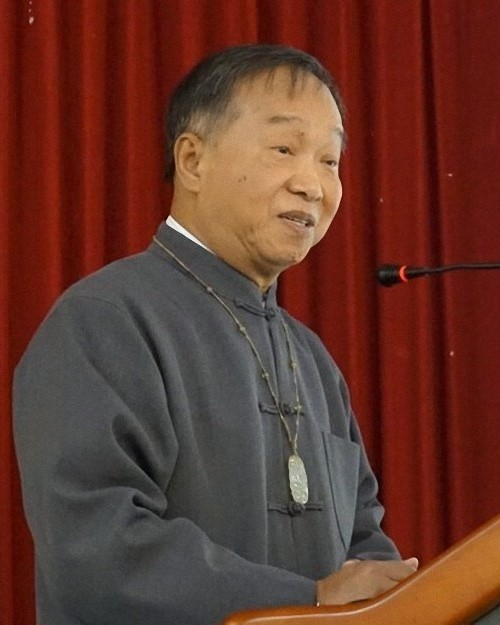
許學仁 華人文字學大師
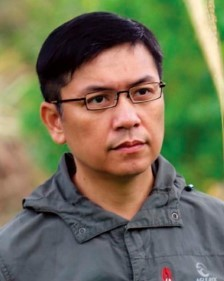
吳明益 臺灣首位英國曼布克國際獎 入圍作家（2018）
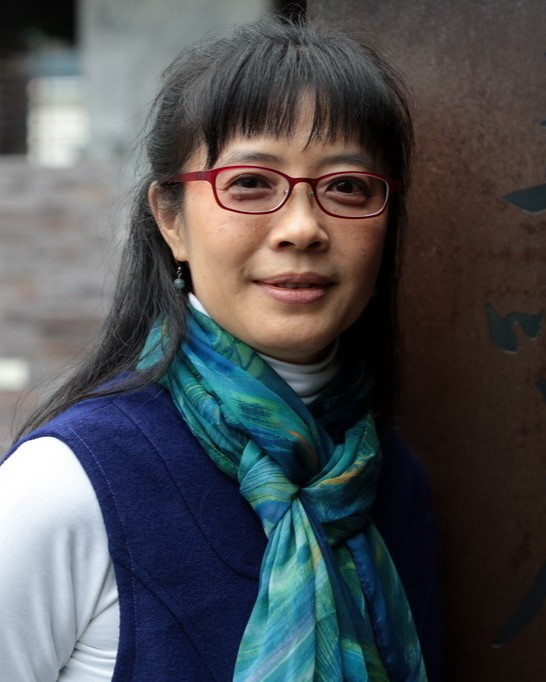
顧瑜君 五味屋社會企業創辦人
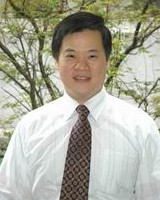
吳中書 台灣經濟研究院及中華經濟研究院董事長
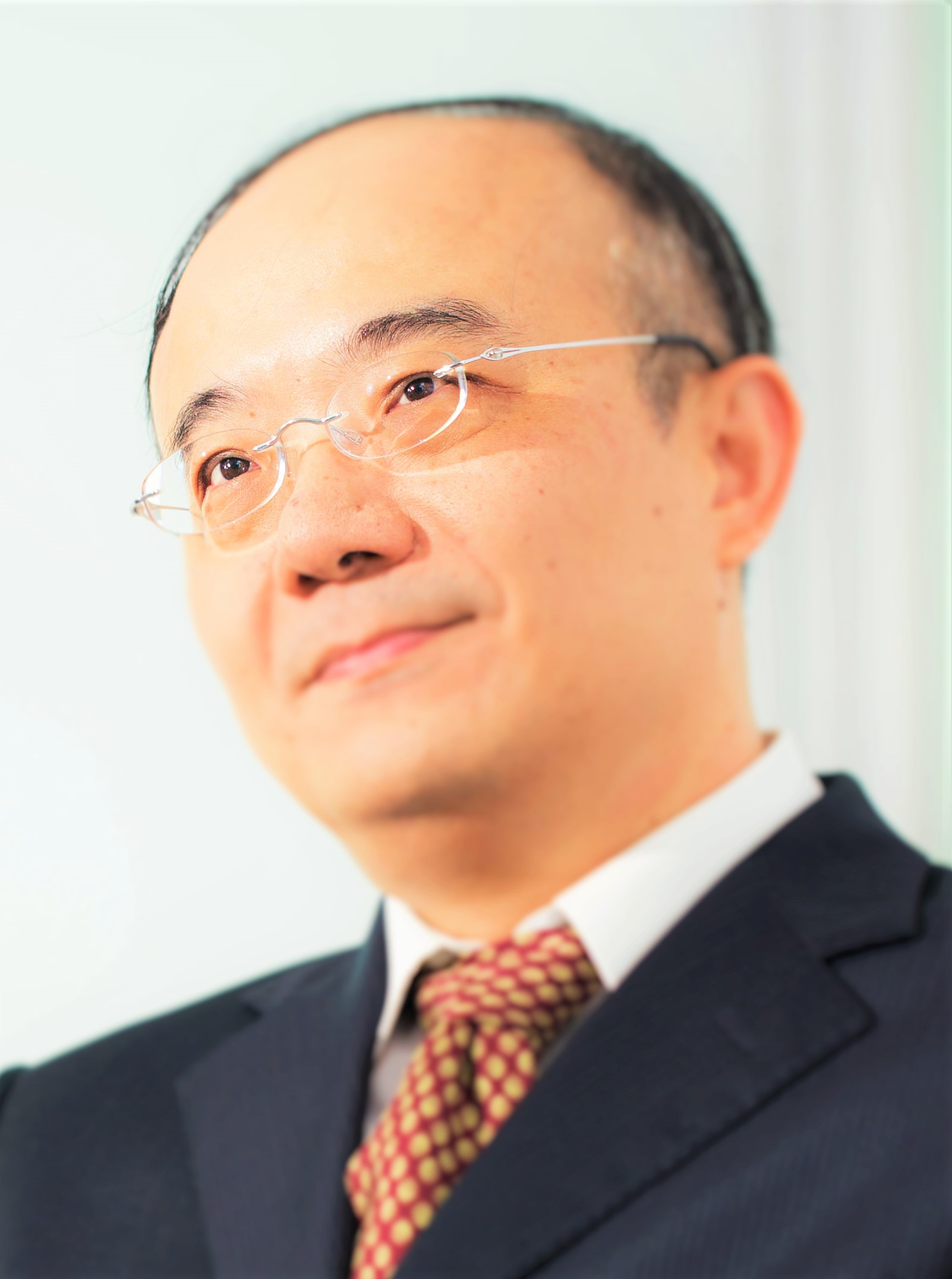
石世豪 中華民國國家通訊傳播委員會主委
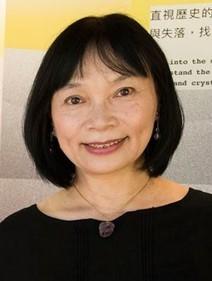
楊翠 中華民國促進轉型正義委員會主委
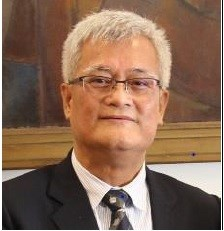
孫大川 中華民國原住民族委員會主委
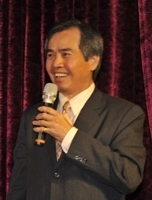
高長 中華民國大陸委員會副主委
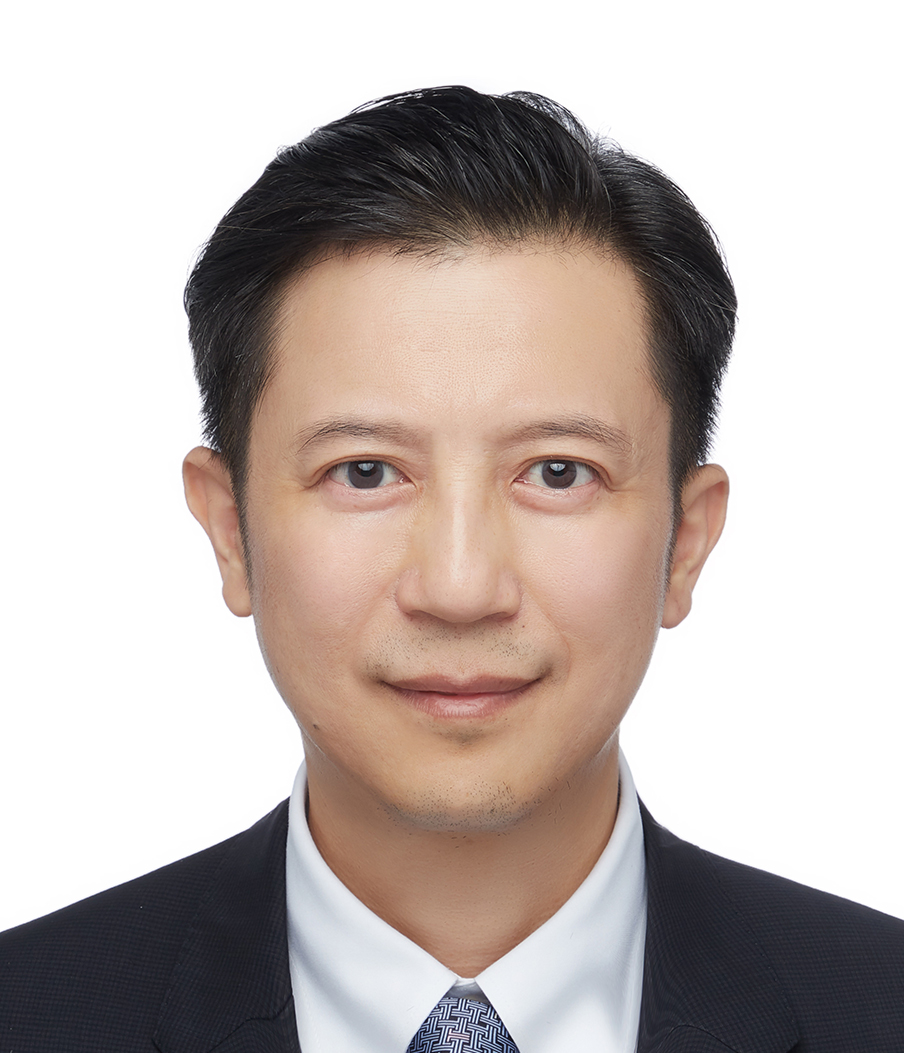
陳彥良 中華民國金融監督管理委員會副主委
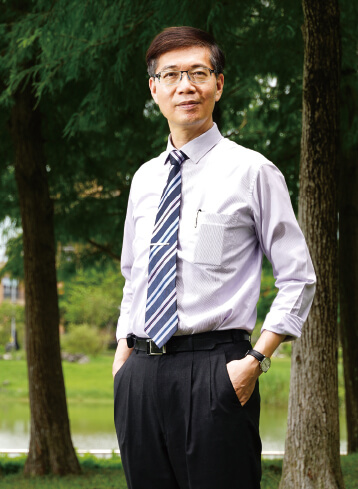
朱景鵬 中華民國研究發展考核委員會主委與花蓮縣前縣長
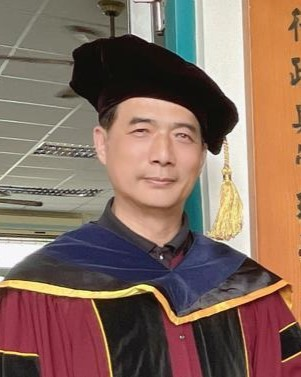
張志明 臺東縣副縣長與花蓮縣副縣長
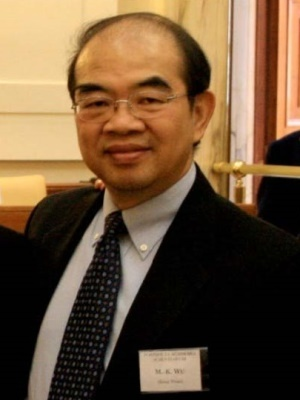
吳茂昆 臺灣首位美國國家科學院外籍院士（1988）暨中央研究院院士
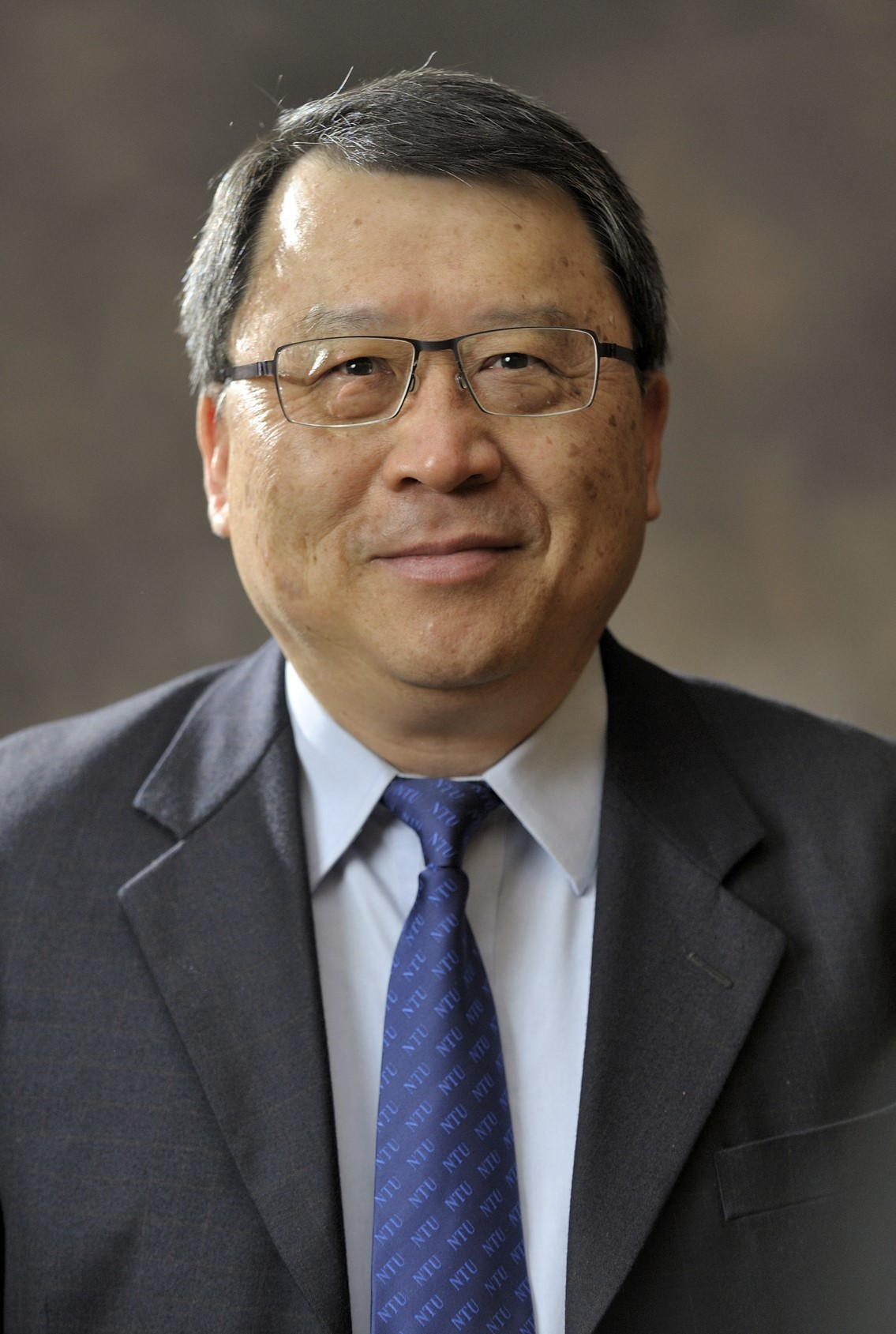
郭斯彥 電機電子工程師學會（IEEE）終身院士暨國際工程技術學會（IET）院士

## 姊妹校
國立東華大學由多位美國任教之學者所創辦，有超過45個國際學位班，全校超過440門全英語課程，東華管理學院、東華理工學院為國家雙語重點學院，2024年全球有超過500所世界大學姐妹校，同時也是美國傅爾布萊特計畫八大學府之一、外交部臺歐連結獎學金計畫九校之一、教育部非洲菁英人才培育計畫五校之一。

## 跨單位合作

### 計畫

##### 美國傅爾布萊特計畫

美國傅爾布萊特計畫，是美國政府推動國際交流計畫

為促進臺美學者學術交流，美國傅爾布萊特計畫（Fulbright Program）選定臺灣八所高等學府，由美國政府資助雙邊師生學術交流，東華以族群關係與文化碩士學程入選美國政府傅爾布萊特計畫八大臺灣合作項目之一，其涵蓋社會學、人類學、歷史學、政治學、藝術史、性別研究、法學等領域。

##### 臺歐連結獎學金計畫
中華民國外交部成立「台歐連結獎學金」選定東華在內之九大學府，與歐洲大學透過「校對校」方式，建立臺歐學術合作，並提供歐洲學生來台學習華語及交流獎學金。至今，有英國倫敦政經學院、倫敦大學亞非學院、愛丁堡大學、德國柏林自由大學等學生參與東華交換與文化交流。

##### 非洲菁英人才培育計畫
中華民國教育部選定東華、臺大、臺師大、北醫、高醫五大高等學府，在農業、醫療、資訊、商管、華語教育五大領域，提供非洲人才來臺就讀碩博士獎學金，東華在永續農業、資訊領域聯盟兩大面向進行合作。

##### 臺灣優華語計畫
根據2030雙語政策計畫，中華民國教育部選定首輪十大華語文中心，入選國立大學有臺大、政大、清大、臺師大、東華、中山，東華與美國霍華德大學、奧克蘭大學簽約在美成立華語文中心，遴選東華華語文教師赴美國任教。

### 國家人工智慧普適研究中心
2018年3月中華民國科技部聯合國立交通大學、國立臺灣師範大學、國立政治大學、國立清華大學、國立東華大學、國立中央大學、國立中興大學、中央研究院等八所高等學府與研究院，於交大成立人工智慧普適研究中心(Pervasive AI Research Labs) ，為科技部成立的四大AI研究中心之一，主要研究人工智慧技術在真實場景之應用，包含智慧城市、智慧零售與物流、智慧農業、智慧教育評測、區塊練等領域。

### 國家人工智慧製造系統研究中心
2018年3月科技部於國立清華大學成立人工智慧製造系統研究中心（Artificial Intelligence for Intelligent Manufacturing Systems Research Center），2019年7月國立東華大學加入，為科技部成立的四大AI研究中心之一，主要研究人工智慧應用於工業工程、運籌管理之學術中心。

### 中央研究院
東華在眾多學術領域與中央研究院有合作關係，東華與民族學研究所、臺灣史研究所、物理研究所、基因體研究中心、應用科學研究中心簽有合作協定，在合聘教授與研究員、學術研究團隊、培訓計畫、研討會進行合作。

### 協議
國立東華大學與國立政治大學、國立臺灣師範大學、國立中央大學、國立中興大學、國立中正大學等校簽有學術合作協議，在學分相互承認、學術合作、師資合聘、研究發展等方向進行合作，以促進校際交流與學術合作。
與國立清華大學簽署學生交流協議，每學期兩校相互提供5名交換生名額。

### 所屬成員單位
- 臺灣歐洲聯盟中心
- 臺灣國立大學系統
- 臺灣教育大學系統
- 泛太平洋大學聯盟
- 北二區區域教學資源中心

### 引用
1. ↑  .   [2020-02-06]. （原始内容存档于2020-12-04）.
2. ↑  .   [2020-01-09]. （原始内容存档于2018-03-16）.
3. 1 2  . 聯合新聞網.   [2020-03-14]. （原始内容存档于2020-04-15） （中文（臺灣））.
4. ↑  . 聯合新聞網.   [2020-03-15]. （原始内容存档于2020-12-04） （中文（臺灣））.
5. 1 2  中央社訊息平台. . www.cna.com.tw.   [2022-05-09]. （原始内容存档于2022-06-09） （中文（臺灣））.
6. ↑  . 國立東華大學 NDHU, National Dong Hwa University.   [2024-05-31]. （原始内容存档于2024-06-01） （中文（臺灣））.
7. ↑   (PDF).   [2023-05-01]. （原始内容存档 (PDF)于2023-05-01）.
8. ↑  張祈. . 翻報. 2019-04-20  [2025-02-04]. （原始内容存档于2025-03-13）.
9. 1 2  . 民生報. 1991-05-25.
10. 1 2 3  . www.ndhu.edu.tw.   [2020-01-18]. （原始内容存档于2022-03-08） （中文（臺灣））.
11. ↑   (PDF).   [2023-06-21]. （原始内容存档 (PDF)于2023-04-15）.
12. ↑  . www.businesstoday.com.tw. 1999-08-19  [2020-05-02]. （原始内容存档于2020-12-04） （中文（臺灣））.
13. ↑  . 國立東華大學NDHU, National Dong Hwa University.   [2020-01-18]. （原始内容存档于2021-04-14）.
14. 1 2   (PDF).   [2023-05-22]. （原始内容存档 (PDF)于2023-05-22）.
15. ↑  . rb001.ndhu.edu.tw.   [2022-06-07]. （原始内容存档于2022-06-07） （中文（臺灣））.
16. 1 2  黃, 文樞. . 國立東華大學. 2004: 4–197. ISBN 957-01-8752-2.
17. ↑  . 國立東華大學. 2023-04-22  [2024-07-07]. （原始内容存档于2024-07-07）.
18. ↑   (PDF).   [2023-06-03]. （原始内容存档 (PDF)于2023-06-03）.
19. ↑  . 2019-11-11  [2024-07-07]. （原始内容存档于2023-08-25）.
20. ↑  . www.lib.ndhu.edu.tw.   [2022-04-18]. （原始内容存档于2022-04-06）.
21. ↑  . openinfo.ndhu.edu.tw.   [2020-02-07]. （原始内容存档于2020-12-04）.
22. ↑  . www.readingtimes.com.tw.   [2020-09-12]. （原始内容存档于2020-12-04）.
23. ↑  . homepage.ntu.edu.tw.   [2022-02-19]. （原始内容存档于2022-02-05）.
24. ↑  . www.kent.edu.   [2022-06-28]. （原始内容存档于2022-06-29） （英语）.
25. ↑  國立東華大學.  (PDF).   [2021-03-20]. （原始内容存档 (PDF)于2021-06-12）.
26. ↑  . www.president.gov.tw （中文（臺灣））.
27. ↑  簡美換. . 人間福報. 2023-07-08  [2022-06-07]. （原始内容存档于2023-07-08） （中文（臺灣））.
28. ↑  花孟璟. . 自由時報. 2007-10-24  [2023-08-24]. （原始内容存档于2023-08-24）.
29. ↑  . rc168.ndhu.edu.tw.   [2022-06-07]. （原始内容存档于2022-03-02） （中文（臺灣））.
30. ↑  . 國立東華大學 學生事務處.   [2020-03-29]. （原始内容存档于2020-09-13） （中文（臺灣））.
31. ↑   (PDF).   [2021-08-06]. （原始内容存档 (PDF)于2022-02-10）.
32. ↑  自由時報電子報. . news.ltn.com.tw. 2014-03-21  [2023-10-18]. （原始内容存档于2017-04-27） （中文（臺灣））.
33. ↑  . 國立教育廣播電臺.   [2023-01-17]. （原始内容存档于2021-10-17）.
34. ↑  .   [2021-11-21]. （原始内容存档于2022-04-10）.
35. ↑  . Yahoo News. 2024-04-24  [2024-04-24]. （原始内容存档于2024-05-12） （中文（臺灣））.
36. ↑  . 自由時報. 2024-04-03.
37. ↑  中央通訊社. . 中央社 CNA. 2024-04-10  [2024-04-10]. （原始内容存档于2024-04-11） （中文（臺灣））.
38. ↑  TVBS. . TVBS.   [2024-04-10]. （原始内容存档于2024-04-11） （中文（臺灣））.
39. ↑  自由時報電子報. . news.ltn.com.tw. 2024-04-10  [2024-04-11]. （原始内容存档于2024-04-23） （中文（臺灣））.
40. ↑  . Yahoo News. 2024-04-16  [2024-04-24]. （原始内容存档于2024-05-01） （中文（臺灣））.
41. ↑  . 國立東華大學. 2024-04-04  [2024-05-04]. （原始内容存档于2024-05-04）.
42. 1 2  . 人社東華. 2020-08-18  [2021-06-15]. （原始内容存档于2021-06-16） （中文（臺灣））.
43. ↑   (PDF).
44. ↑  .   [2022-12-20]. （原始内容存档于2022-12-20）.
45. ↑  . www.most.gov.tw.   [2022-06-07]. （原始内容存档于2021-06-23） （中文（繁體））.
46. ↑  . www.cbc.gov.tw.   [2022-06-07]. （原始内容存档于2022-03-19）.
47. ↑  . www.cbc.gov.tw.
48. ↑  . 台灣金融研訓院.   [2022-06-07]. （原始内容存档于2021-12-28） （中文（臺灣））.
49. ↑  . www.nccu.edu.tw.   [2022-06-14]. （原始内容存档于2022-06-23） （中文（臺灣））.
50. ↑  . TITV News 原視新聞網. 2022-05-04  [2022-06-14] （中文（臺灣））.
51. ↑  中央社訊息平台. . www.cna.com.tw.   [2022-06-14]. （原始内容存档于2022-06-21） （中文（臺灣））.
52. ↑  . www.setn.com. 2022-05-29  [2022-06-07]. （原始内容存档于2022-06-07） （中文（臺灣））.
53. ↑  . 國立東華大學NDHU, National Dong Hwa University.   [2020-01-25]. （原始内容存档于2020-12-04）.
54. ↑  . 國立東華大學 NDHU, National Dong Hwa University.   [2020-04-19]. （原始内容存档于2020-12-04） （中文（臺灣））.
55. ↑  . www.lib.ndhu.edu.tw.   [2020-01-18]. （原始内容存档于2022-04-06）.
56. ↑  . faculty.ndhu.edu.tw.   [2020-04-19]. （原始内容存档于2020-12-04）.
57. ↑  .   [2019-08-19]. （原始内容存档于2021-02-02）.
58. ↑  . 聯合影音網.   [2020-01-25]. （原始内容存档于2020-12-04）.
59. ↑  . 國立東華大學圖書館.   [2020-01-25]. （原始内容存档于2020-12-04）.
60. ↑  . sili.ndhu.edu.tw.   [2021-11-12]. （原始内容存档于2022-03-31） （中文（臺灣））.
61. ↑   (PDF).   [2021-09-21]. （原始内容存档 (PDF)于2022-04-05）.
62. 1 2   (PDF).   [2021-09-21]. （原始内容存档 (PDF)于2022-04-05）.
63. ↑  .   [2020-06-10]. （原始内容存档于2020-12-04）.
64. ↑  .   [2020-01-18]. （原始内容存档于2019-10-26）.
65. ↑  . 波斯頓國際實驗教育機構.   [2020-04-19]. （原始内容存档于2020-12-04） （中文（臺灣））.
66. ↑  . Made in Dong Hwa.   [2020-02-04]. （原始内容存档于2020-12-04）.
67. ↑  聯合新聞網. . 聯合新聞網. 2020-03-14  [2021-08-17]. （原始内容存档于2021-06-28） （中文（臺灣））.
68. ↑  . 2019-01-03  [2023-06-17]. （原始内容存档于2021-07-09） （中文（臺灣））.
69. ↑  Team, Internet. . 駐紐西蘭台北經濟文化辦事處 Taipei Economic and Cultural Office, New Zealand.   [2023-06-17] （英语）.
70. ↑  . 聯合新聞網.   [2023-06-06]. （原始内容存档于2023-06-06） （中文（臺灣））.
71. ↑  . 誠品線上.   [2021-09-12]. （原始内容存档于2021-10-28）.
72. ↑  . 聯合文學unitas lifestyle.   [2020-01-18]. （原始内容存档于2022-04-06）.
73. ↑  . 聯合新聞網.   [2020-03-15]. （原始内容存档于2020-12-04） （中文（臺灣））.
74. ↑  . 聯合新聞網.   [2020-03-15]. （原始内容存档于2020-12-04） （中文（臺灣））.
75. ↑  . 自由電子報. 2008-03-18  [2020-04-05]. （原始内容存档于2020-12-04） （中文（臺灣））.
76. ↑  張德勝.  (PDF).   [2019-10-09]. （原始内容存档于2018-08-04）.
77. ↑  . 課規查詢系統.   [2020-01-18]. （原始内容存档于2019-07-15）.
78. ↑  . secret.ndhu.edu.tw.   [2021-03-14]. （原始内容存档于2022-03-30） （中文（臺灣））.
79. ↑  . sili.ndhu.edu.tw.   [2020-10-16]. （原始内容存档于2020-10-17）.
80. ↑  . 國立東華大學 NDHU, National Dong Hwa University.   [2020-09-22]. （原始内容存档于2020-12-04） （中文（臺灣））.
81. ↑  . tw.news.yahoo.com.   [2020-09-22]. （原始内容存档于2020-12-04） （中文（臺灣））.
82. ↑  . secret.ndhu.edu.tw （中文（臺灣））.
83. ↑  . sites.google.com.
84. ↑  .   [2021-05-18]. （原始内容存档于2022-11-08）.
85. ↑  . 王詠翔 W-Y-H.   [2021-05-18]. （原始内容存档于2021-05-18） （中文（臺灣））.
86. ↑  . 國立東華大學 NDHU, National Dong Hwa University.   [2021-05-18]. （原始内容存档于2021-05-18） （中文（臺灣））.
87. ↑  . 聯合新聞網. 2019-12-07  [2021-05-18]. （原始内容存档于2021-05-18） （中文（臺灣））.
88. ↑  . 洄瀾網.   [2021-05-18]. （原始内容存档于2021-05-18）.
89. ↑  . faculty.ndhu.edu.tw.   [2020-04-19]. （原始内容存档于2020-12-04）.
90. ↑  . faculty.ndhu.edu.tw.   [2021-09-12]. （原始内容存档于2021-09-12）.
91. ↑  . 自由時報電子報. 2016-10-28  [2021-09-12]. （原始内容存档于2022-01-13） （中文（臺灣））.
92. ↑  . 國立東華大學 NDHU, National Dong Hwa University.   [2021-09-12]. （原始内容存档于2021-09-12） （中文（臺灣））.
93. ↑  . 自由時報電子報. 2018-10-26  [2021-09-12]. （原始内容存档于2021-09-12） （中文（臺灣））.
94. ↑  . The News Lens 關鍵評論網. 2018-10-27  [2021-09-12]. （原始内容存档于2021-09-12） （中文（臺灣））.
95. ↑  張德勝. . 性別平等教育季刊. 2019-06.
96. ↑  .   [2021-03-14]. （原始内容存档于2020-11-30） （中文（臺灣））.
97. ↑  . 110niag.ncku.edu.tw.   [2021-07-30]. （原始内容存档于2021-07-30）.
98. ↑  . 更生新聞網. 2023-06-04  [2023-06-06]. （原始内容存档于2023-06-06） （中文（臺灣））.
99. ↑  .   [2020-01-18]. （原始内容存档于2022-01-07）.
100. ↑  .   [2020-01-18]. （原始内容存档于2022-01-07）.
101. ↑  .   [2020-01-18]. （原始内容存档于2022-01-08）.
102. ↑  . sys.ndhu.edu.tw.   [2020-01-19]. （原始内容存档于2019-07-15）.
103. ↑  中央社訊息平台. . www.cna.com.tw.   [2022-01-04]. （原始内容存档于2022-01-04） （中文（臺灣））.
104. ↑  .   [2020-01-18]. （原始内容存档于2019-07-31）.
105. ↑  . 國立東華大學 NDHU, National Dong Hwa University.   [2022-01-04]. （原始内容存档于2022-01-04） （中文（臺灣））.
106. ↑  . us.fulbrightonline.org.   [2020-07-25]. （原始内容存档于2020-12-04）.
107. ↑  .   [2021-06-24]. （原始内容存档于2021-05-27）.
108. ↑  . 國立東華大學 NDHU, National Dong Hwa University.   [2022-01-21]. （原始内容存档于2022-01-21） （中文（臺灣））.
109. ↑  聯合新聞網. . 聯合新聞網. 2021-10-11  [2021-10-14]. （原始内容存档于2021-10-28） （中文（臺灣））.
110. ↑  臺灣華語教育資源中心. . ogme.edu.tw.   [2021-09-27]. （原始内容存档于2021-09-01） （中文（臺灣））.
111. ↑  . 生活 - 三立新聞網.   [2021-06-24]. （原始内容存档于2021-05-21） （中文）.
112. ↑  . 國立交通大學. 2018-03-06  [2018-04-30]. （原始内容存档于2018-04-30） （中文）.
113. ↑  .   [2019-07-19]. （原始内容存档于2021-05-08）.
114. ↑  . www.rcas.sinica.edu.tw.   [2021-07-30]. （原始内容存档于2021-07-30）.
115. ↑  . www.ith.sinica.edu.tw.   [2021-07-30]. （原始内容存档于2021-07-30）.
116. ↑  . 中研院民族所.   [2021-07-30]. （原始内容存档于2022-04-10） （中文（臺灣））.
117. ↑  . www.tipp.org.tw.   [2021-07-30]. （原始内容存档于2021-07-30）.
118. ↑  . c002.ndhu.edu.tw.   [2021-07-30]. （原始内容存档于2021-07-30）.
119. ↑  . www.ccu.edu.tw.   [2021-11-22]. （原始内容存档于2021-11-22） （中文（臺灣））.
120. ↑  . management.ndhu.edu.tw.   [2021-12-25]. （原始内容存档于2021-12-25） （中文（臺灣））.
121. ↑   (PDF). 國立清華大學.   [2021-03-08]. （原始内容存档 (PDF)于2022-04-05）.

## 外部連結
- 官方网站
- 《國立東華大學 National Dong Hwa University》的Facebook專頁
- YouTube上的《國立東華大學 National Dong Hwa University》頻道
- 國立東華大學學生會 NDHUSA的Instagram帳戶